# Список птахів Ірану
Цей список є списком видів птахів, спостережених на території Ірану. Він включає 551 вид, з яких два види ендемічні, три інтродуковані людьми, а чотирнадцять — рідкісні чи залітні.

## Позначки
- (А) Випадковий — вид, який рідко або випадково трапляється в Ірані
- (Е) Ендемічний — вид, ендемічний для Ірану
- (I) Інтродукований — вид, заселений в Ірані, як наслідок прямих чи опосередкованих дій людини
- (Ex) Локально вимерлий — вид, який більше не трапляється в Ірані, хоча його популяції існують в інших місцях
- (X) Вимерлий — вид, якого вже не існує

## Гагароподібні

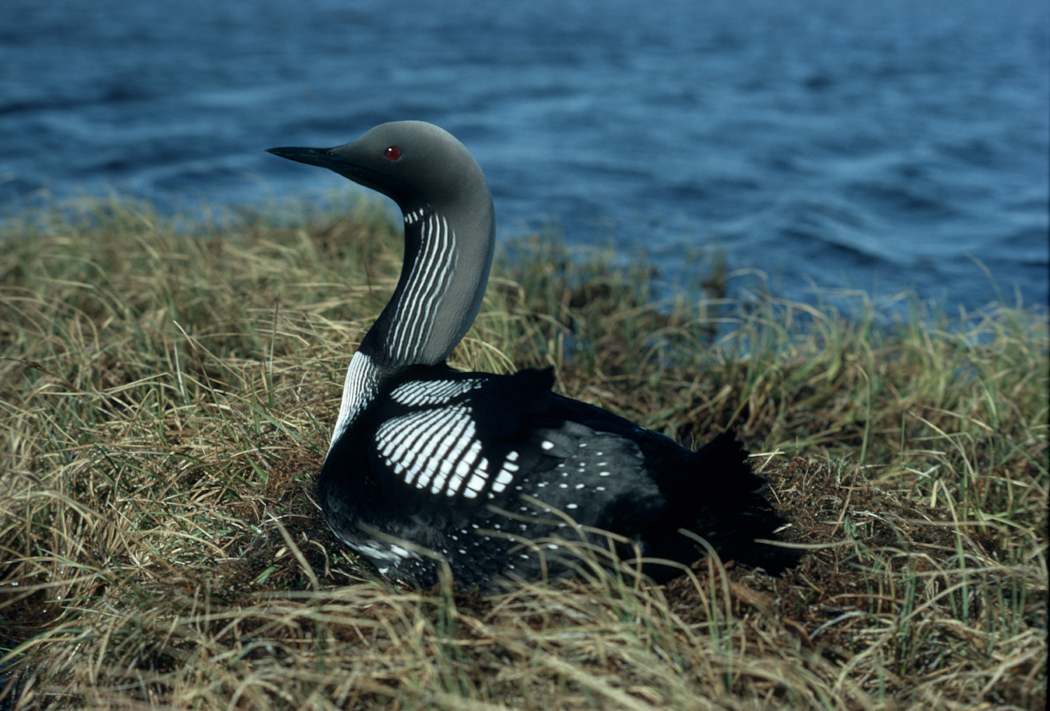
Гагара чорношия, Gavia arctica

Родина: Гагарові
- Гагара червоношия, Gavia stellata
- Гагара чорношия, Gavia arctica

## Пірникозоподібні
Родина: Пірникозові

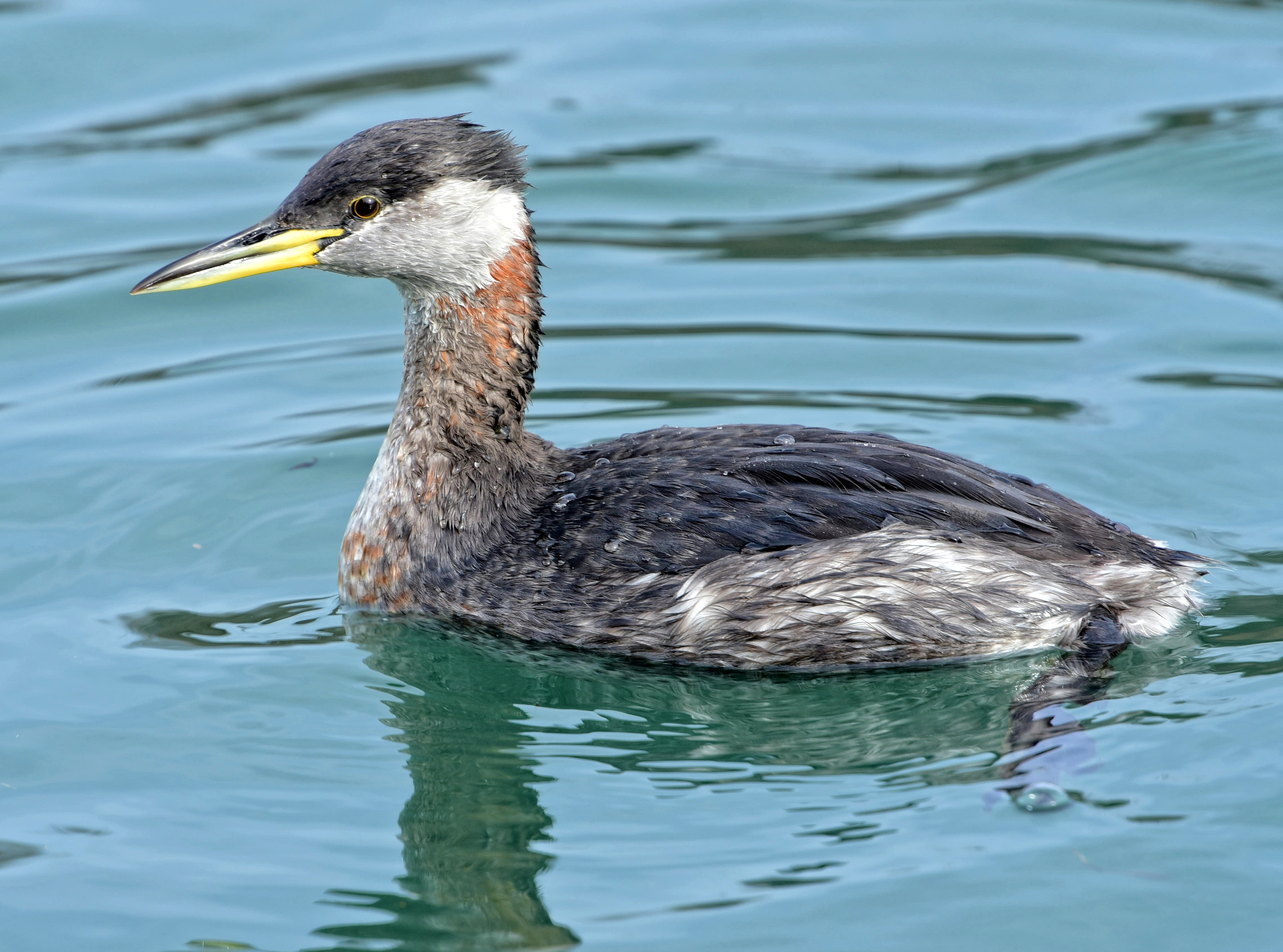
Пірникоза сірощока, Podiceps grisegena

- Пірникоза мала, Tachybaptus ruficollis
- Пірникоза сірощока, Podiceps grisegena
- Пірникоза велика, Podiceps cristatus
- Пірникоза червоношия, Podiceps auritus
- Пірникоза чорношия, Podiceps nigricollis

## Буревісникоподібні
Родина: Буревісникові

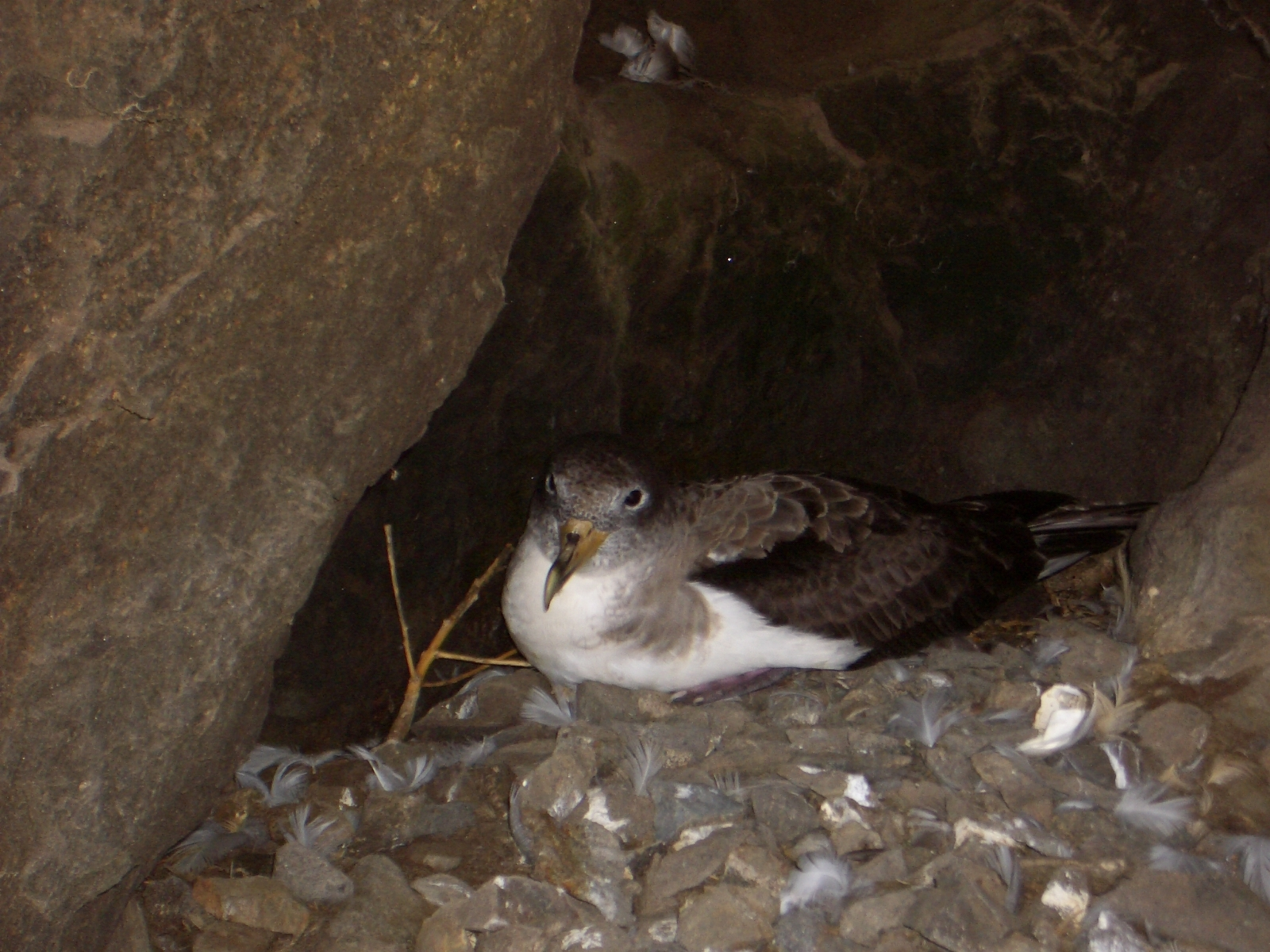
Буревісник середземноморський, Calonectris diomedea

- Буревісник середземноморський, Calonectris diomedea
- Буревісник реюньйонський, Puffinus bailloni
- Буревісник каріамуріанський, Puffinus persicus
- Буревісник клинохвостий, Ardenna pacifica
- Буревісник сивий, Ardenna grisea
- Океанник Вілсона, Oceanites oceanicus

## Фаетоноподібні
Родина: Фаетонові
- Фаетон червонодзьобий, Phaethon aethereus

## Сулоподібні
Родина: Сулові
- Сула жовтодзьоба, Sula dactylatra
- Сула червононога, Sula sula

Родина: Бакланові

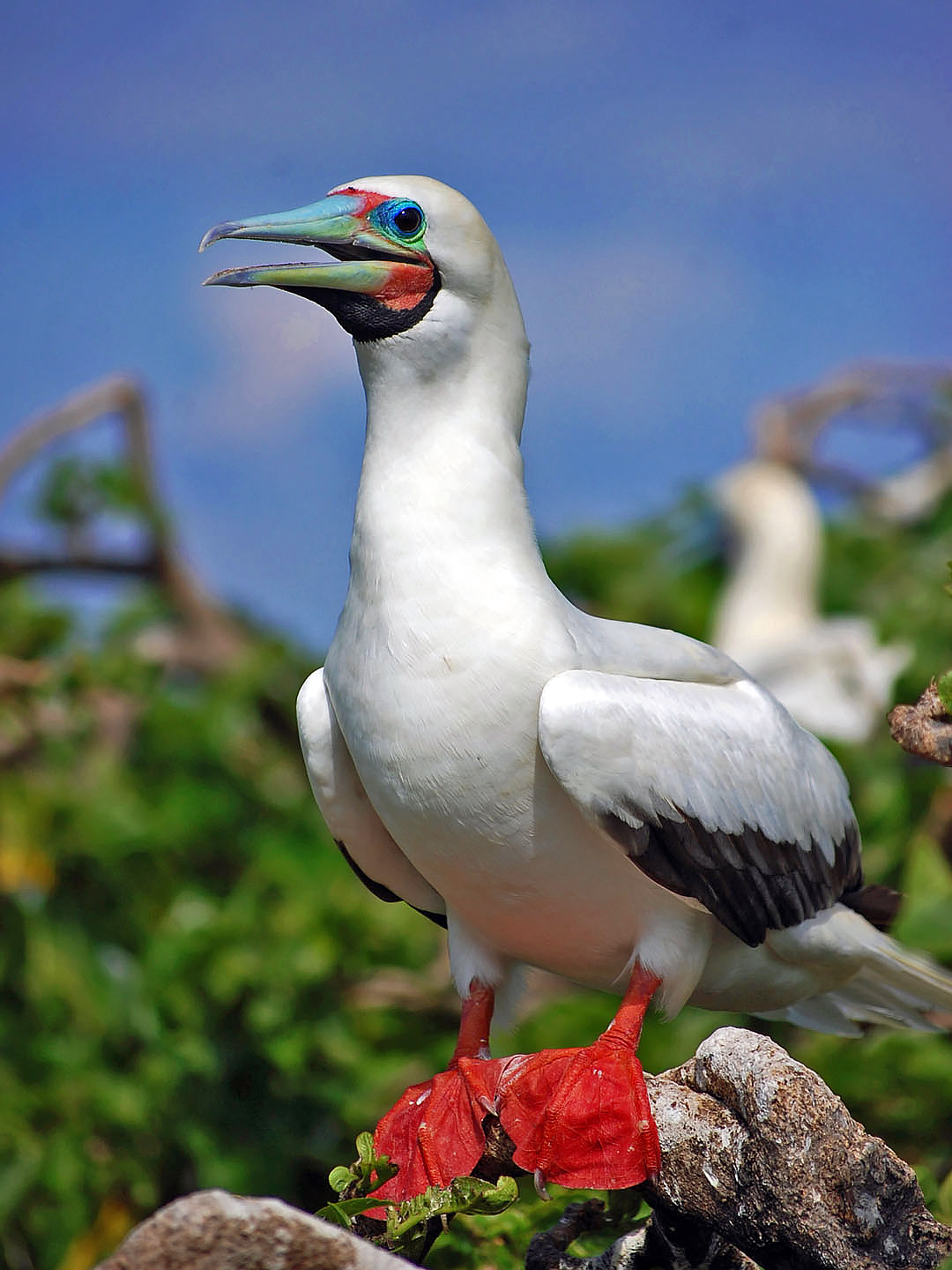
Сула червононога, Sula sula

- Баклан великий, Phalacrocorax carbo
- Баклан перський, Phalacrocorax nigrogularis
- Баклан малий, Microcarbo pygmeus

Родина: Змієшийкові
- Змієшийка африканська, Anhinga rufa

## Пеліканоподібні
Родина: Пеліканові

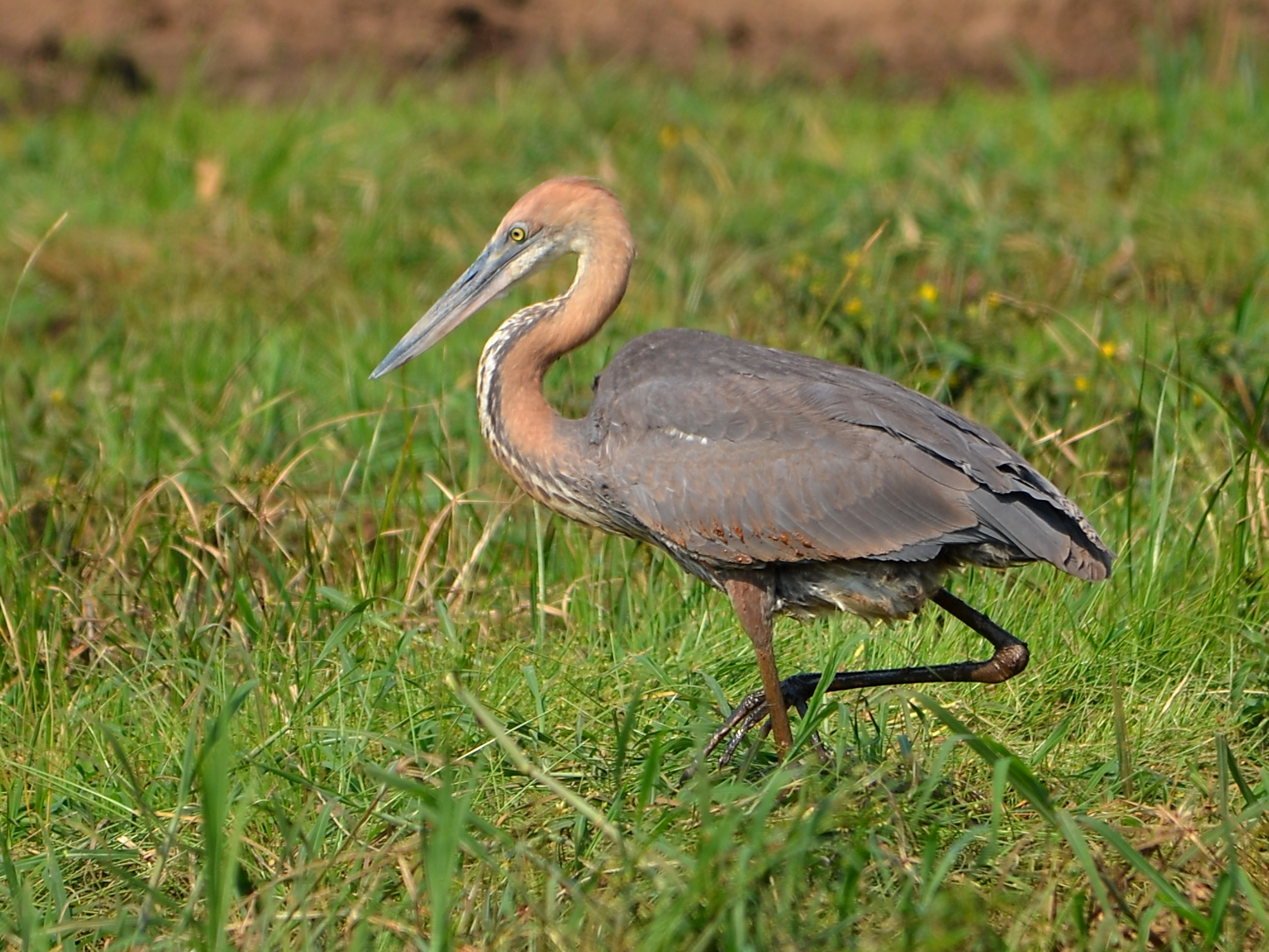
Чапля-велетень, Ardea goliath

- Пелікан рожевий, Pelecanus onocrotalus
- Пелікан кучерявий, Pelecanus crispus

Родина: Чаплеві
- Чапля сіра, Ardea cinerea
- Чапля-велетень, Ardea goliath
- Чапля руда, Ardea purpurea
- Чепура велика, Ardea alba
- Чапля рифова, Egretta gularis
- Чепура мала, Egretta garzetta
- Чапля жовта, Ardeola ralloides
- Чапля індійська, Ardeola grayii
- Чапля єгипетська, Bubulcus ibis
- Чапля мангрова, Butorides striata
- Квак, Nycticorax nycticorax
- Бугай, Botaurus stellaris
- Бугайчик, Ixobrychus minutus

Родина: Ібісові
- Ібіс священний, Threskiornis aethiopicus
- Коровайка , Plegadis falcinellus
- Косар, Platalea leucorodia

## Лелекоподібні
Родина: Лелекові
- Лелека чорний, Ciconia nigra

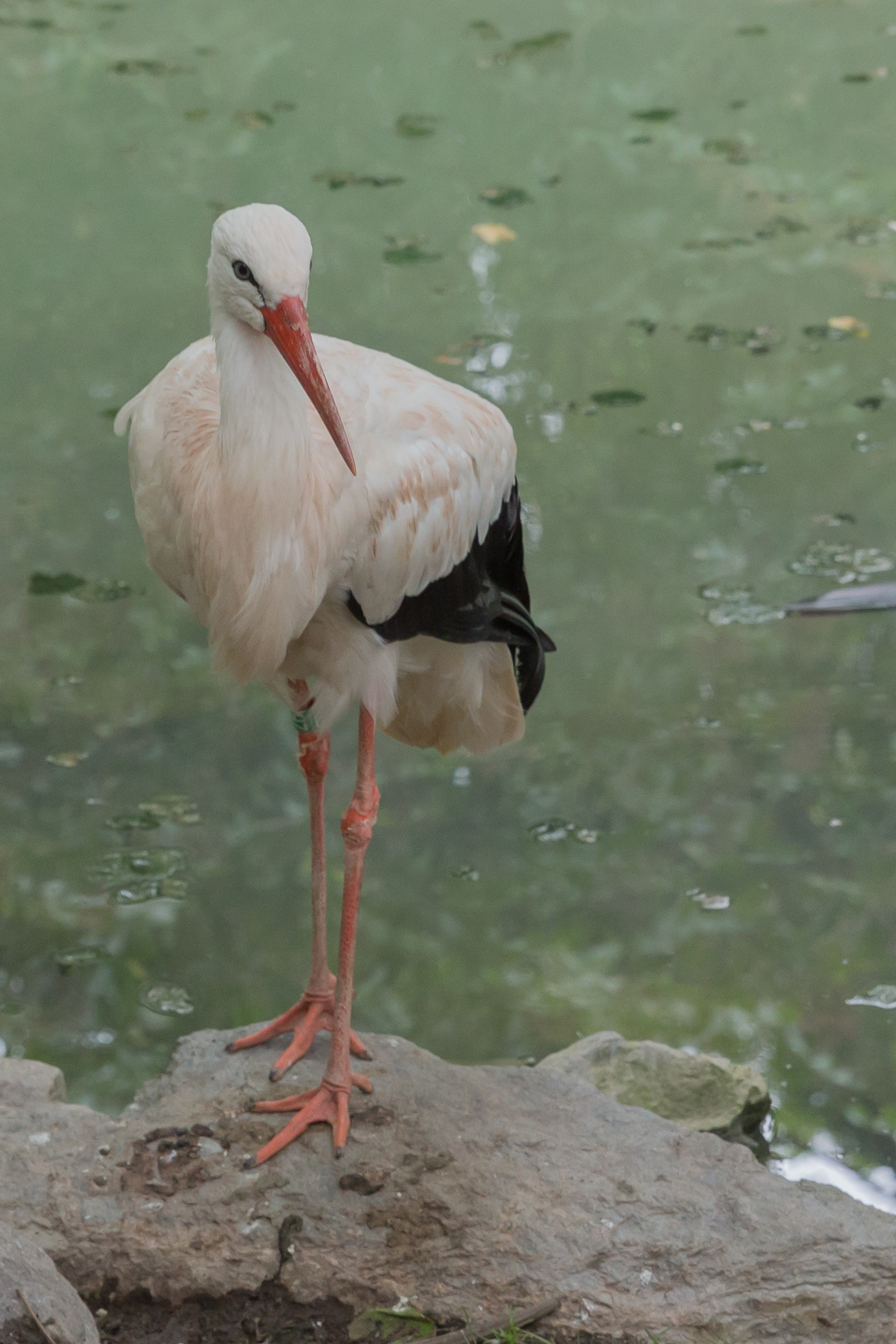
Лелека білий, Ciconia ciconia

- Лелека білошиїй, Ciconia episcopus (A)
- Лелека білий, Ciconia ciconia

## Фламінгоподібні
Родина: Фламінгові
- Фламінго рожевий, Phoenicopterus roseus
- Фламінго малий, Phoenicopterus minor

## Гусеподібні
Родина: Качкові
- Лебідь-шипун, Cygnus olor
- Лебідь-кликун, Cygnus cygnus

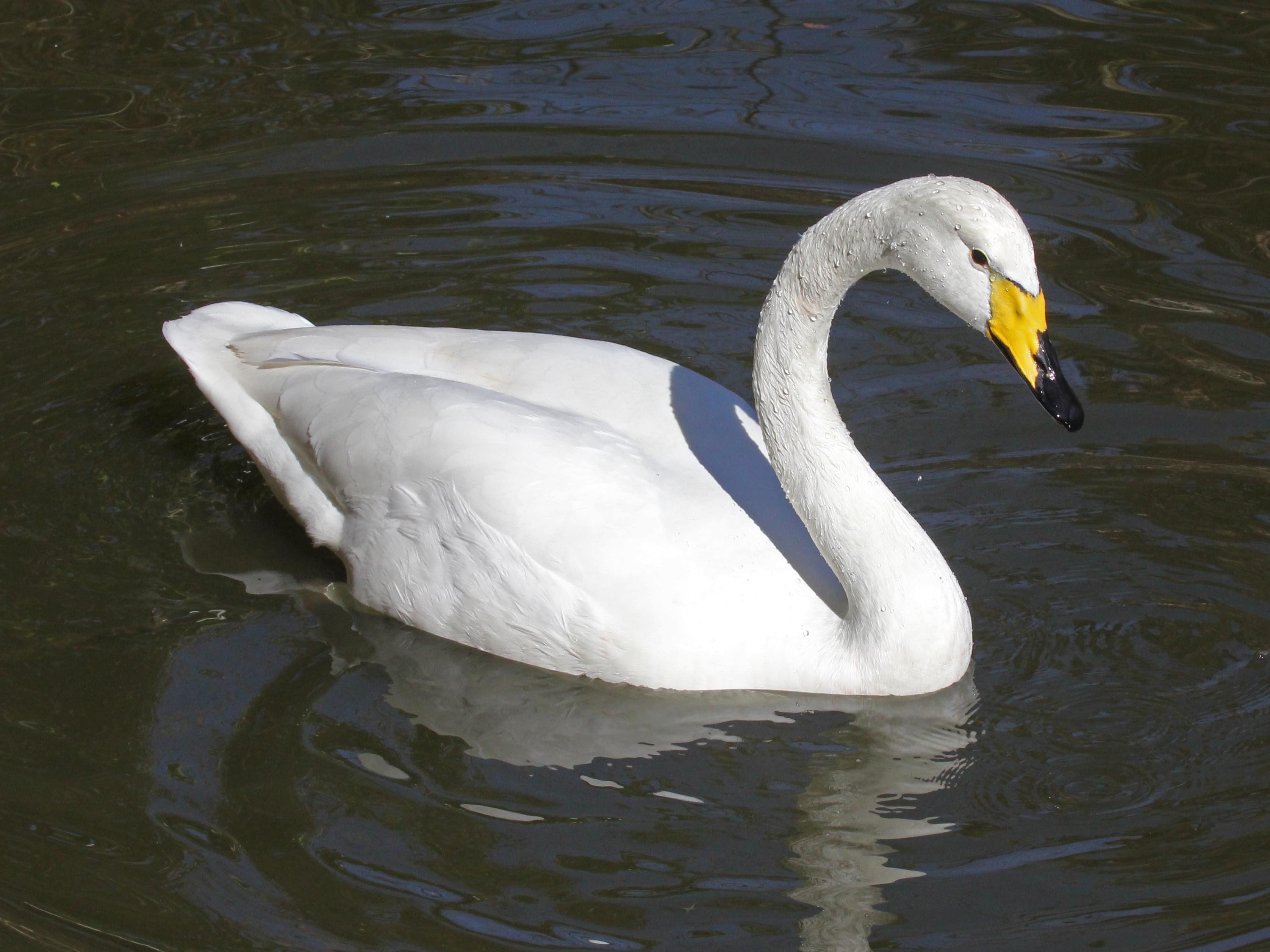
Лебідь-кликун, Cygnus cygnus

- Лебідь чорнодзьобий, Cygnus columbianus
- Гуменник великий, Anser fabalis
- Гуска білолоба, Anser albifrons
- Гуска мала, Anser erythropus
- Гуска сіра, Anser anser
- Казарка червоновола, Branta ruficollis
- Огар, Tadorna ferruginea
- Галагаз звичайний, Tadorna tadorna
- Чирянка-крихітка індійська, Nettapus coromandelianus
- Свищ , Mareca penelope
- Нерозень, Mareca strepera
- Чирянка мала, Anas crecca
- Крижень, Anas platyrhynchos
- Шилохвіст, Anas acuta
- Чирянка велика, Spatula querquedula
- Широконіска, Spatula clypeata
- Чирянка вузькодзьоба, Marmaronetta angustirostris
- Чернь червонодзьоба, Netta rufina
- Попелюх, Aythya ferina
- Чернь білоока, Aythya nyroca
- Чернь чубата, Aythya fuligula
- Чернь морська, Aythya marila
- Морянка, Clangula hyemalis
- Синьга, Melanitta nigra
- Турпан, Melanitta fusca
- Гоголь, Bucephala clangula
- Крех малий, Mergellus albellus
- Крех середній, Mergus serrator
- Крех великий, Mergus merganser
- Савка, Oxyura leucocephala
- Казарка чорна, Branta bernicla
- Казарка білощока, Branta leucopsis

## Яструбоподібні
Родина: Скопові
- Скопа, Pandion haliaetus

Родина: Яструбові
- Осоїд, Pernis apivorus

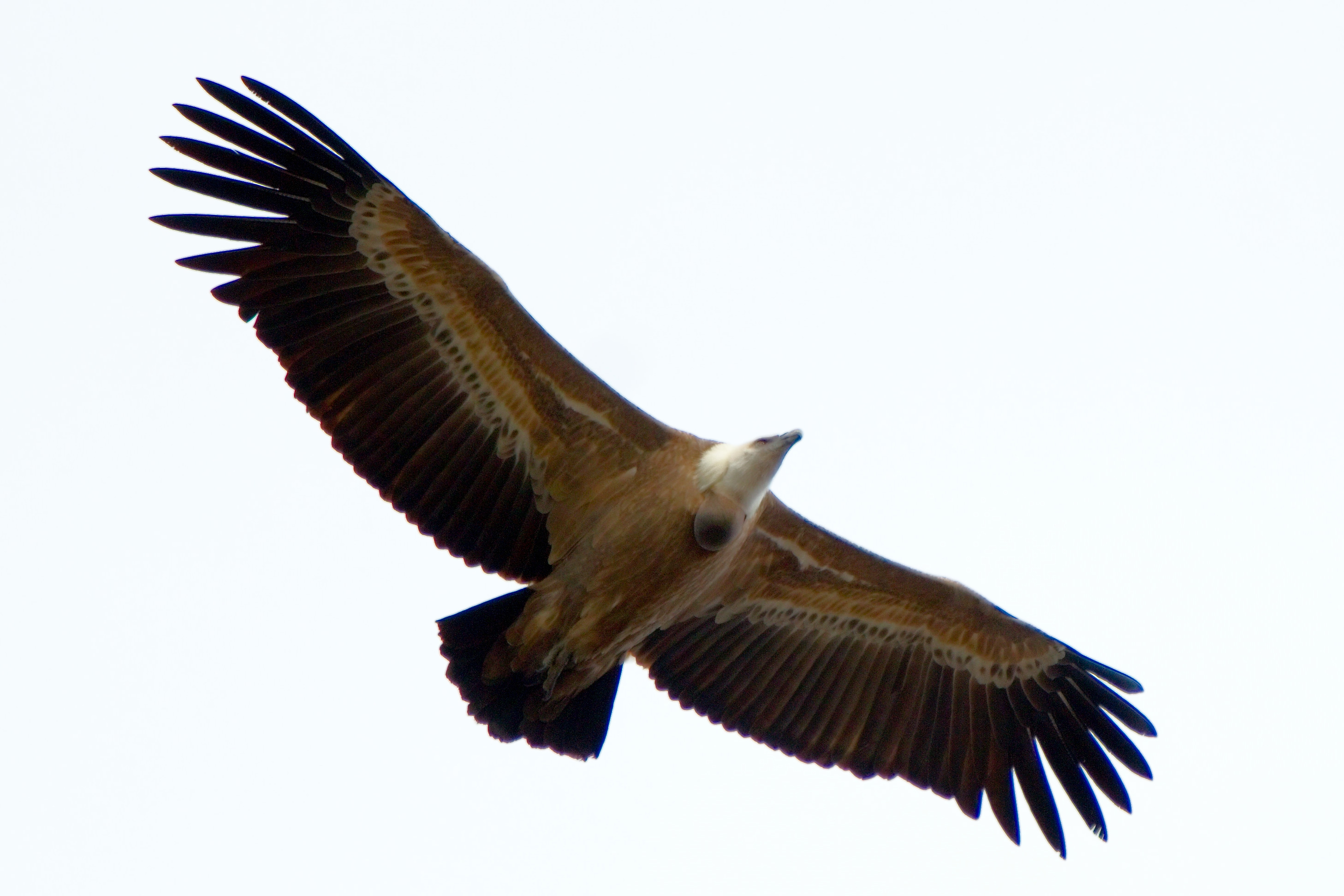
Сип білоголовий, Gyps fulvus

- Осоїд чубатий, Pernis ptilorhynchus
- Шуліка чорноплечий, Elanus caeruleus (A)
- Шуліка рудий, Milvus milvus
- Шуліка чорний, Milvus migrans
- Орлан-довгохвіст, Haliaeetus leucoryphus
- Орлан-білохвіст, Haliaeetus albicilla
- Ягнятник, Gypaetus barbatus
- Стерв'ятник, Neophron percnopterus
- Сип бенгальський, Gyps bengalensis
- Сип білоголовий, Gyps fulvus
- Гриф чорний, Aegypius monachus
- Змієїд, Circaetus gallicus
- Лунь очеретяний, Circus aeruginosus
- Лунь польовий, Circus cyaneus
- Лунь степовий, Circus macrourus
- Лунь лучний, Circus pygargus
- Яструб туркестанський, Accipiter badius
- Яструб коротконогий, Accipiter brevipes
- Яструб малий, Accipiter nisus
- Яструб великий, Accipiter gentilis
- Канюк білоокий, Butastur teesa
- Канюк звичайний, Buteo buteo
- Канюк степовий, Buteo rufinus
- Канюк монгольський, Buteo hemilasius
- Зимняк, Buteo lagopus
- Підорлик малий, Clanga pomarina
- Підорлик великий, Clanga clanga
- Орел рудий, Aquila rapax
- Орел степовий, Aquila nipalensis
- Орел-могильник, Aquila heliaca
- Беркут, Aquila chrysaetos
- Орел-карлик яструбиний, Aquila fasciata
- Орел-карлик, Hieraaetus pennatus
- Кумай, Gyps himalayensis
- Лунь китайський(інші мови), Circus spilonotus

## Соколоподібні
Родина: Соколові

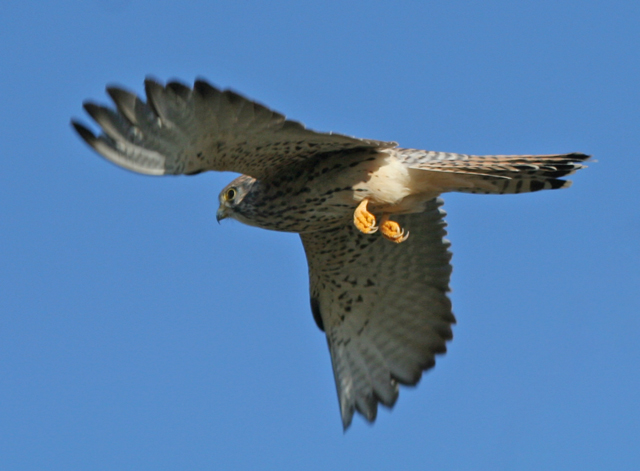
Боривітер степовий

- Боривітер степовий, Falco naumanni
- Боривітер звичайний, Falco tinnunculus
- Турумті, Falco chicquera
- Кібчик, Falco vespertinus
- Підсоколик сірий, Falco concolor
- Підсоколик малий, Falco columbarius
- Підсоколик великий, Falco subbuteo
- Ланер, Falco biarmicus
- Лагар, Falco jugger
- Балабан, Falco cherrug
- Сапсан, Falco peregrinus
- Кібчик амурський, Falco amurensis

## Куроподібні
Родина: Фазанові

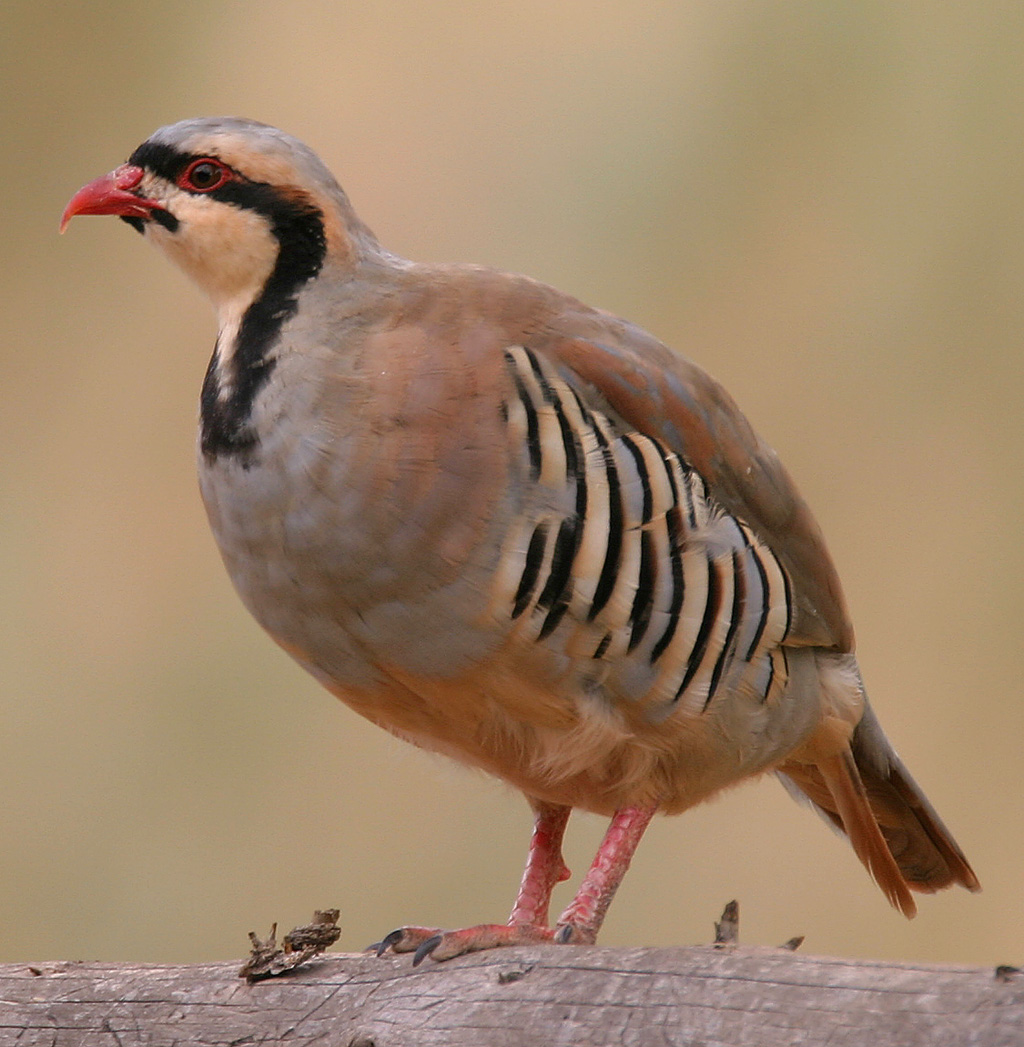
Кеклик азійський, Alectoris chukar

- Улар прикаспійський, Tetraogallus caspius
- Кеклик азійський, Alectoris chukar
- Куріпка пустельна, Ammoperdix griseogularis
- Турач туркменський, Francolinus francolinus
- Турач сірий, Ortygornis pondicerianus
- Куріпка сіра, Perdix perdix
- Перепілка звичайна, Coturnix coturnix
- Фазан звичайний, Phasianus colchicus
- Тетерук кавказький, Tetrao mlokosiewiczi

## Журавлеподібні
Родина: Журавлеві
- Журавель степовий, Anthropoides virgo
- Журавель білий, Grus leucogeranus
- Журавель сірий, Grus grus

Родина: Пастушкові
- Пастушок, Rallus aquaticus
- Деркач, Crex crex
- Погонич малий, Porzana parva
- Погонич-крихітка, Porzana pusilla

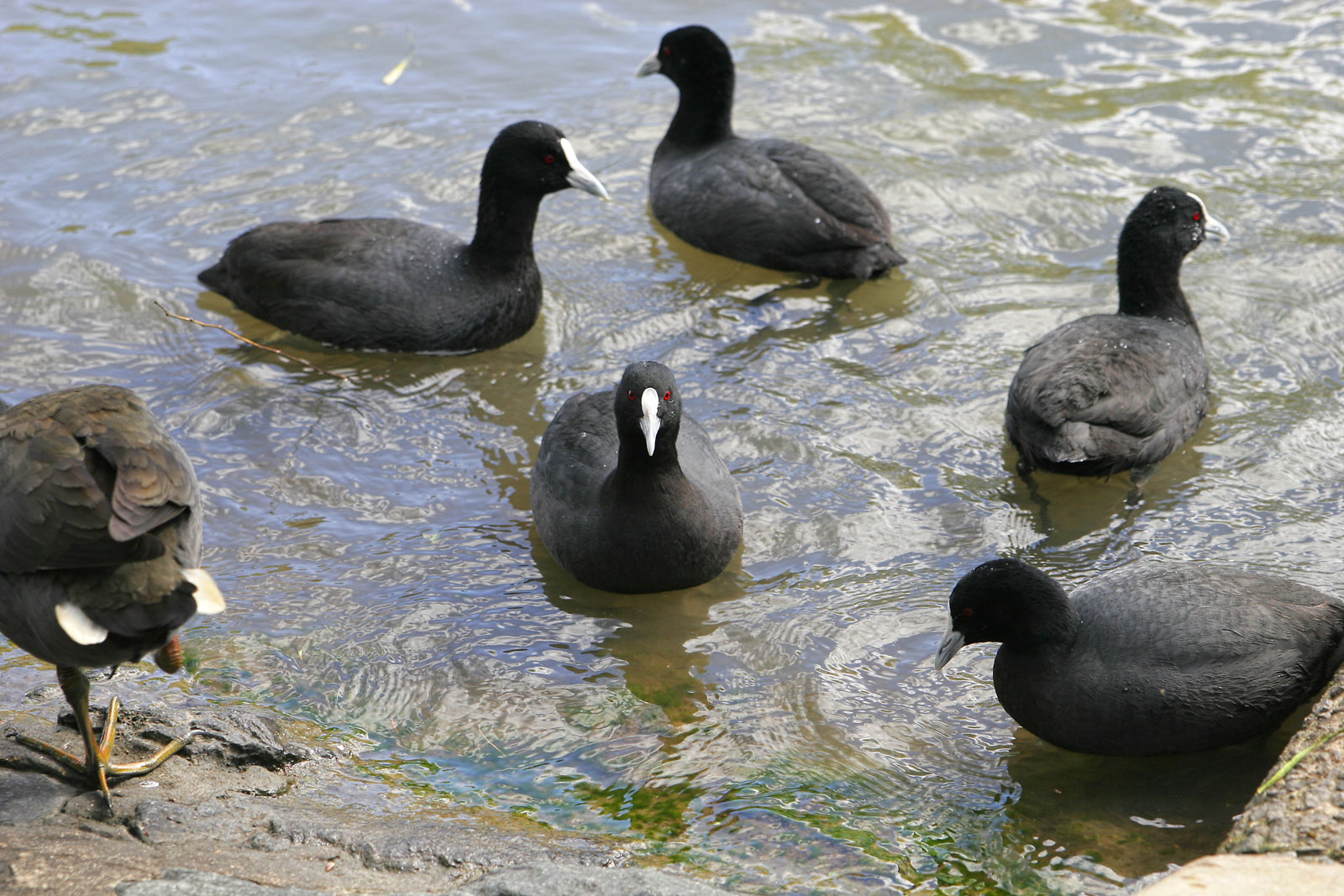
Лиска, Fulica atra

- Погонич звичайний, Porzana porzana
- Султанка сіроголова, Porphyrio poliocephalus
- Курочка водяна Gallinula chloropus
- Лиска, Fulica atra
- Багновик білогрудий, Amaurornis phoenicurus

Родина: Дрохвові
- Дрохва, Otis tarda
- Джек східний, Chlamydotis macqueenii
- Хохітва, Tetrax tetrax

## Сивкоподібні
Родина: Триперсткові

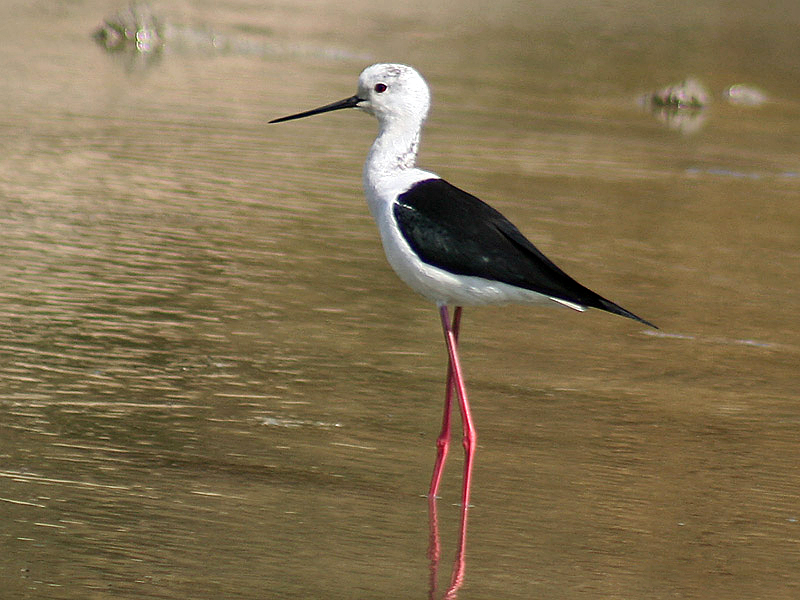
Кулик-сорока, Haematopus ostralegus

- Триперстка африканська, Turnix sylvaticus (A)

Родина: Крабоїдові
- Крабоїд, Dromas ardeola

Родина: Куликосорокові
- Кулик-сорока, Haematopus ostralegus

Родина: Чоботарові
- Кулик-довгоніг, Himantopus himantopus
- Чоботар, Recurvirostra avosetta

Родина: Лежневі
- Лежень звичайний, Burhinus oedicnemus
- Лежень великий, Esacus recurvirostris

Родина: Дерихвостові
- Бігунець пустельний, Cursorius cursor
- Дерихвіст лучний, Glareola pratincola
- Дерихвіст степовий, Glareola nordmanni
- Дерихвіст забайкальський, Glareola maldivarum
- Дерихвіст малий, Glareola lactea

Родина: Сивкові
- Чайка звичайна, Vanellus vanellus
- Чайка шпорова, Vanellus spinosus
- Чайка індійська, Vanellus indus
- Чайка степова, Vanellus gregarius

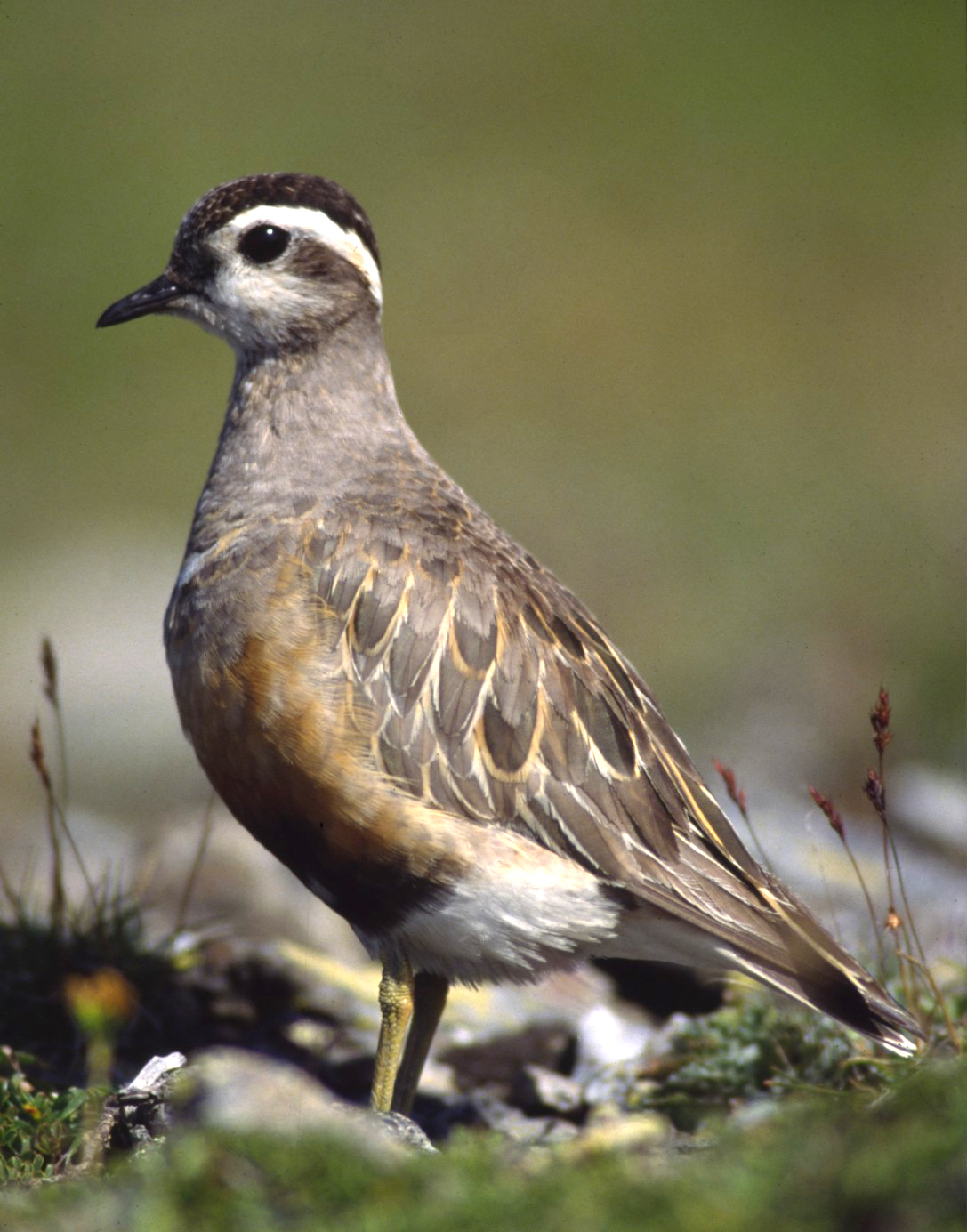
Хрустан, Charadrius morinellus

- Чайка білохвоста, Vanellus leucurus
- Сивка бурокрила, Pluvialis fulva
- Сивка звичайна, Pluvialis apricaria
- Сивка морська, Pluvialis squatarola
- Пісочник великий, Charadrius hiaticula
- Пісочник  малий, Charadrius dubius
- Пісочник морський, Charadrius alexandrinus
- Пісочник монгольський, Charadrius mongolus
- Пісочник товстодзьобий, Charadrius leschenaultii
- Пісочник каспійський, Charadrius asiaticus
- Хрустан, Charadrius morinellus

Родина: Мальованцеві
- Мальованець афро-азійський, Rostratula benghalensis

Родина: Баранцеві
- Слуква, Scolopax rusticola
- Баранець малий, Lymnocryptes minimus
- Баранець-самітник, Gallinago solitaria
- Баранець азійський, Gallinago stenura
- Баранець великий, Gallinago media
- Баранець звичайний, Gallinago gallinago
- Грицик великий, Limosa limosa
- Грицик малий, Limosa lapponica
- Кульон середній, Numenius phaeopus
- Кульон тонкодзьобий, Numenius tenuirostris
- Кульон великий, Numenius arquata
- Кульон східний, Numenius madagascariensis
- Коловодник чорний, Tringa erythropus
- Коловодник звичайний, Tringa totanus
- Коловодник ставковий, Tringa stagnatilis
- Коловодник великий, Tringa nebularia
- Коловодник лісовий, Tringa ochropus
- Коловодник болотяний, Tringa glareola
- Мородунка, Xenus cinereus
- Набережник, Actitis hypoleucos
- Крем'яшник звичайний, Arenaria interpres
- Побережник великий, Calidris tenuirostris (A)
- Побережник ісландський, Calidris canutus
- Побережник білий, Calidris alba
- Побережник малий, Calidris minut
- Побережник білохвостий, Calidris temminckii
- Побережник червоногрудий, Calidris ferruginea
- Побережник чорногрудий, Calidris alpina
- Побережник болотяний, Calidris falcinellus
- Брижач, Calidris pugnax
- Плавунець круглодзьобий, Phalaropus lobatus
- Плавунець плоскодзьобий, Phalaropus fulicarius
- Побережник рудоголовий, Calidris ruficollis

Родина: Поморникові
- Поморник середній, Stercorarius pomarinus
- Поморник короткохвостий, Stercorarius parasiticus
- Поморник довгохвостий, Stercorarius longicaudus
- Поморник фолклендський, Stercorarius antarcticus

Родина: Мартинові
- Мартин червономорський, Ichthyaetus leucophthalmus
- Мартин аденський, Ichthyaetus hemprichii
- Мартин каспійський, Ichthyaetus ichthyaetus
- Мартин середземноморський, Ichthyaetus melanocephalus
- Мартин буроголовий, Chroicocephalus brunnicephalus (A)
- Мартин звичайний, Chroicocephalus ridibundus
- Мартин тонкодзьобий, Chroicocephalus genei
- Мартин малий, Hydrocoloeus minutus
- Мартин сизий, Larus canus
- Мартин морський, Larus marinus
- Мартин сріблястий, Larus argentatus
- Мартин чорнокрилий, Larus fuscus
- Мартин жовтоногий, Larus cachinnans
- Мартин севанський, Larus armenicus
- Мартин трипалий, Rissa tridactyla
- Крячок чорнодзьобий, Gelochelidon nilotica
- Крячок каспійський, Hydroprogne caspia
- Крячок бенгальський, Thalasseus bengalensis
- Крячок рябодзьобий, Thalasseus sandvicensis
- Крячок жовтодзьобий, Thalasseus bergii
- Крячок річковий, Sterna hirundo
- Крячок аравійський, Sterna repressa
- Крячок малий, Sternula albifrons
- Крячок мекранський, Sternula saundersi
- Крячок бурокрилий, Onethoprion anaethetus
- Крячок білощокий, Chlidonias hybrida
- Крячок білокрилий, Chlidonias leucopterus
- Крячок чорний, Chlidonias niger
- Водоріз індійський, Rynchops albicollis
- Крячок бурий, Anous stolidus
- Мартин полярний, Larus hyperboreus
- Крячок строкатий, Onychoprion fuscatus
- Крячок індійський, Sterna aurantia

## Рябкоподібні
Родина: Рябкові

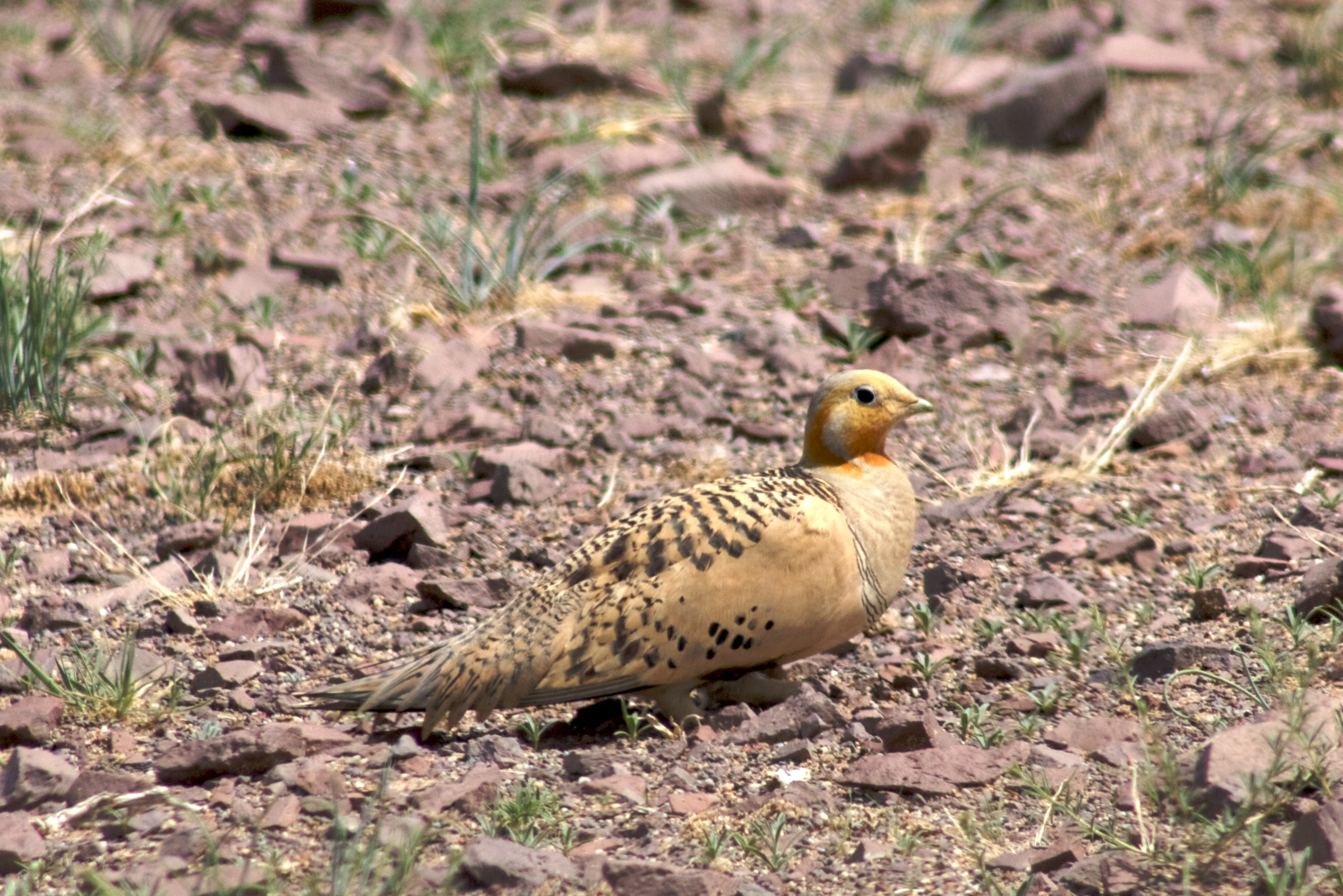
Саджа звичайна, Syrrhaptes paradoxus

- Саджа звичайна, Syrrhaptes paradoxus
- Рябок білочеревий, Pterocles alchata
- Рябок пустельний, Pterocles exustus
- Рябок сенегальський, Pterocles senegallus
- Рябок чорночеревий, Pterocles orientalis
- Рябок рудоголовий, Pterocles coronatus
- Рябок абісинський, Pterocles lichtensteinii

## Голубоподібні
Родина: Голубові
- Голуб сизий, Columba livia
- Голуб-синяк, Columba oenas
- Голуб бурий, Columba eversmanni
- Припутень, Columba palumbus

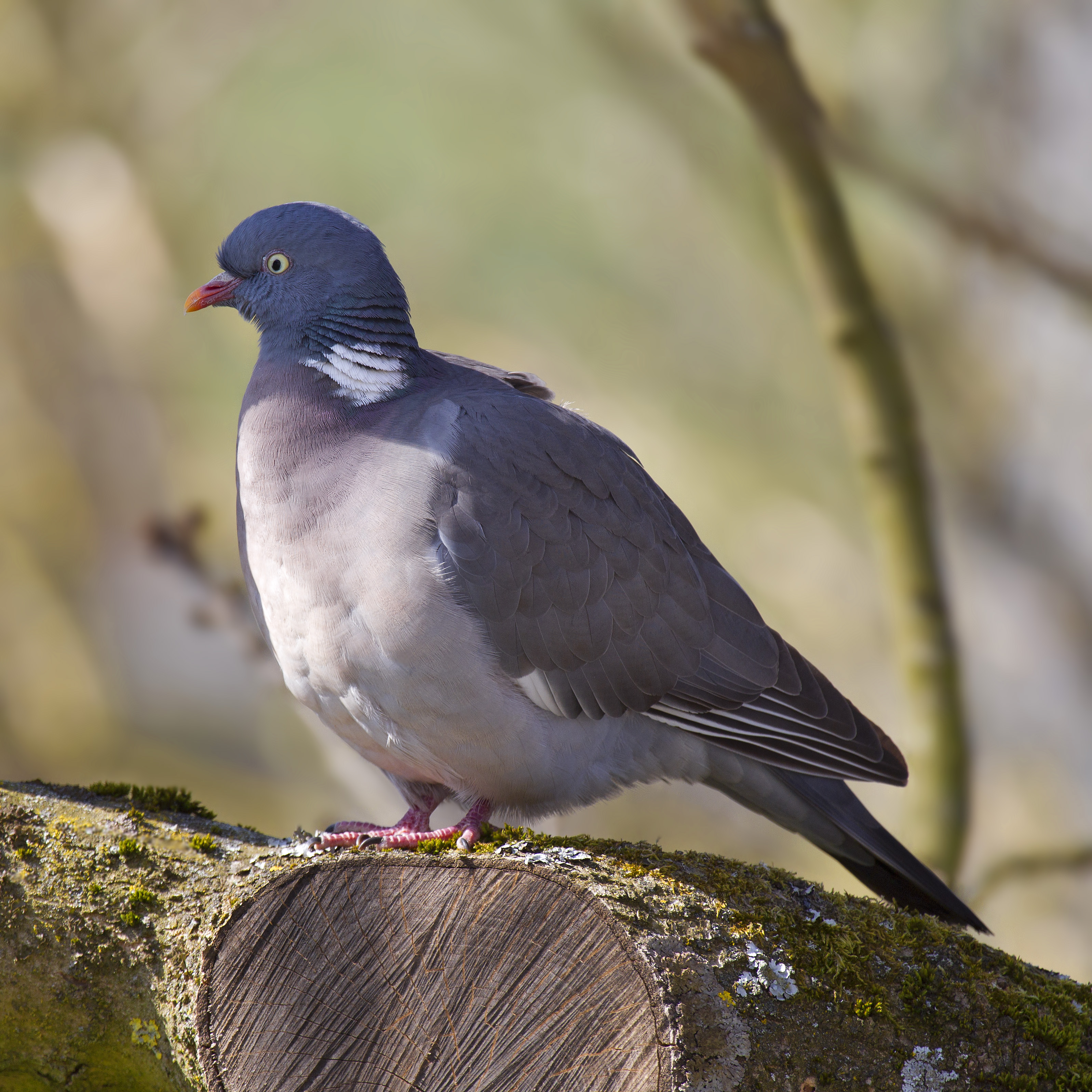
Припутень

- Горлиця звичайна, Streptopelia turtur
- Горлиця велика, Streptopelia orientalis
- Горлиця садова, Streptopelia decaocto
- Горлиця короткохвоста(інші мови), Streptopelia tranquebarica (A)
- Горлиця мала, Spilopelia senegalensis
- Горлиця капська, Oena capensis

## Папугоподібні
Родина: Psittaculidae
- Папуга індійський, Psittacula eupatria
- Папуга Крамера, Psittacula krameri

## Зозулеподібні
Родина: Зозулеві

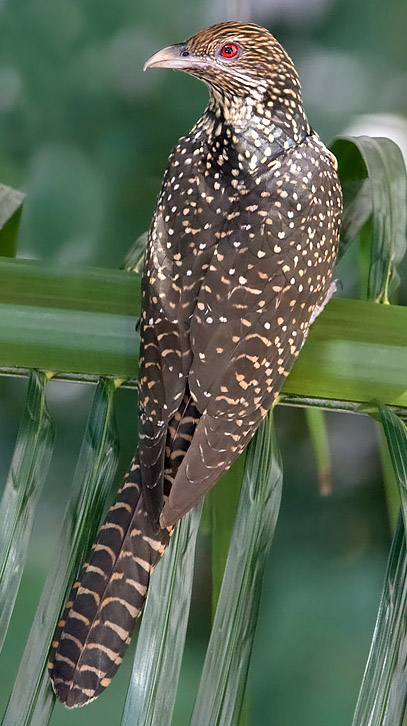
Коель великий

- Зозуля строката, Clamator jacobinus
- Зозуля чубата, Clamator glandarius
- Зозуля звичайна Cuculus canorus
- Коель великий, Eudynamys scolopaceus
- Зозуля сибірська, Cuculus optatus

## Совоподібні
Родина: Сипухові
- Сипуха звичайна, Tyto alba

Родина: Совові
- Сплюшка булана, Otus brucei
- Совка євразійська, Otus scops
- Пугач звичайний, Bubo bubo

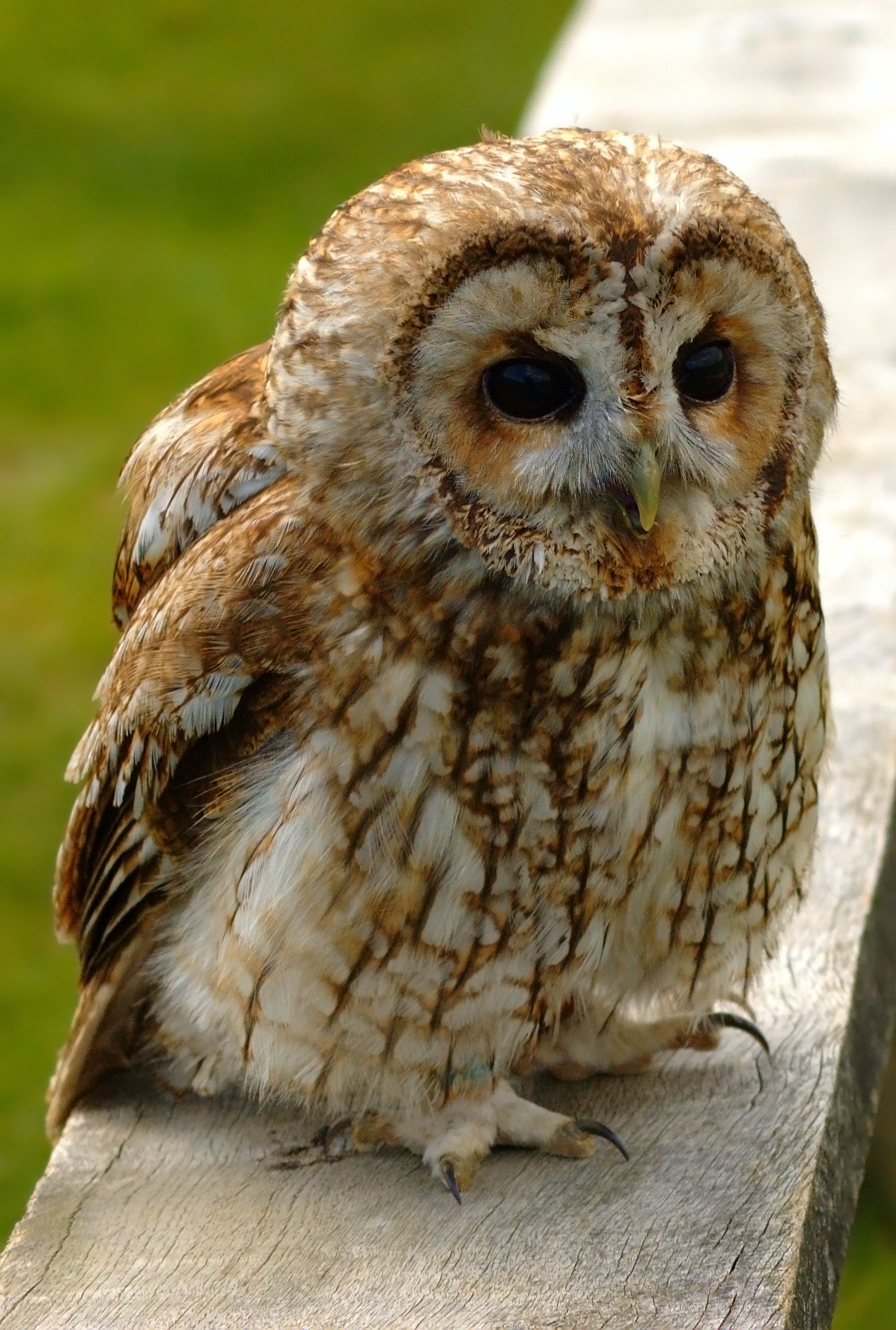
Сова сіра

- Пугач-рибоїд бурий, Ketupa zeylonensis
- Сова сіра, Strix aluco
- Сова бліда, Strix hadorami
- Сич брамінський, Athene brama
- Сич хатній, Athene noctua
- Сова вухата, Asio otus
- Сова болотяна, Asio flammeus
- Сова біла, Bubo scandiacus
- Сова аравійська, Strix butleri

## Дрімлюгоподібні
Родина: Дрімлюгові
- Дрімлюга звичайний, Caprimulgus europaeus
- Дрімлюга буланий, Caprimulgus aegyptius
- Дрімлюга пакистанський, Caprimulgus mahrattensis

Родина: Серпокрильцеві
- Серпокрилець білочеревий, Tachymarptis melba
- Серпокрилець чорний, Apus apus
- Серпокрилець блідий, Apus pallidus
- Серпокрилець малий, Apus affinis

## Сиворакшоподібні
Родина: Рибалочкові

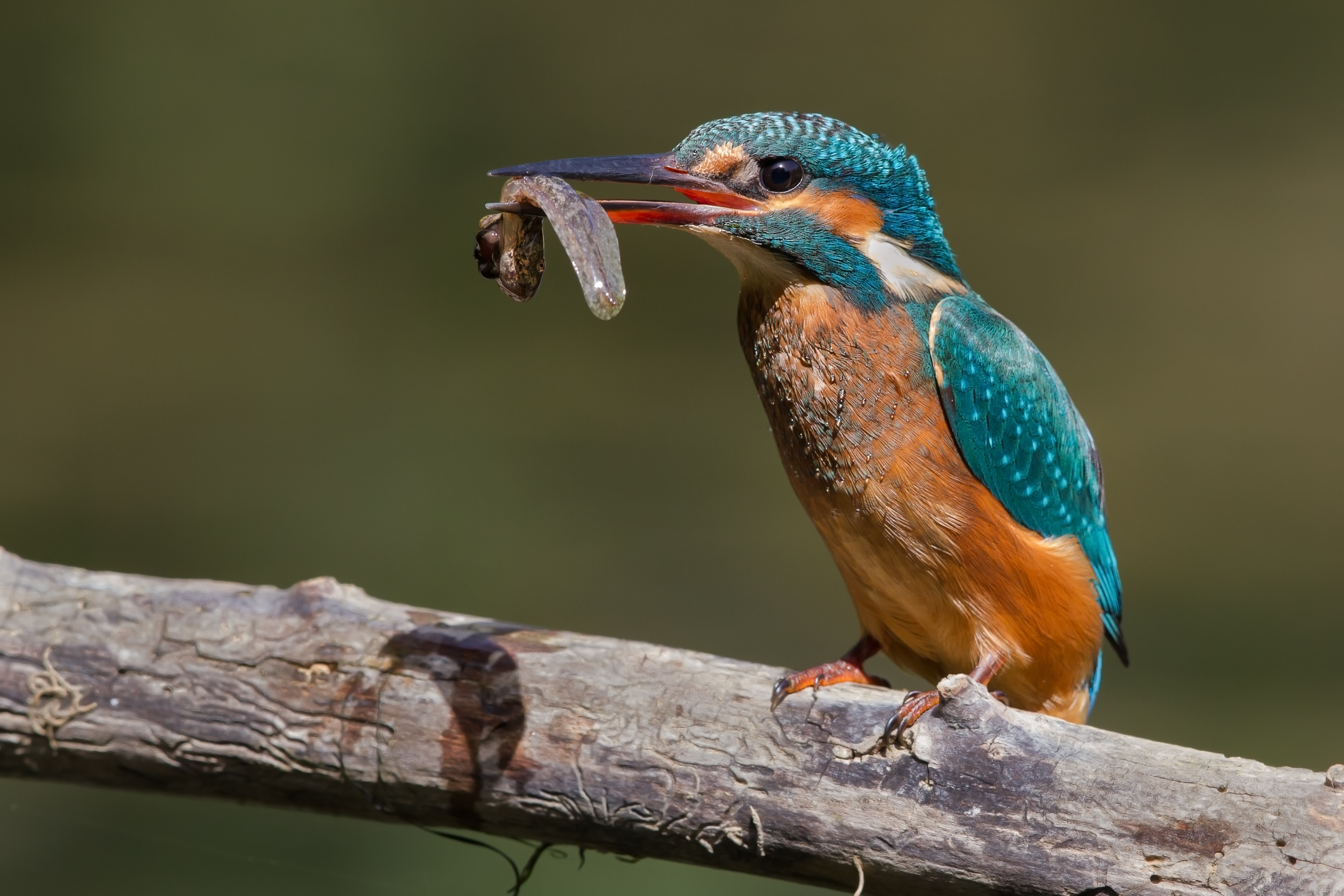
Рибалочка блакитний

- Рибалочка блакитний, Alcedo atthis
- Альціон білогрудий, Halcyon smyrnensis
- Рибалочка строкатий, Ceryle rudis

Родина: Бджолоїдкові
- Бджолоїдка мала, Merops orientalis
- Бджолоїдка зелена, Merops persicus
- Бджолоїдка звичайна, Merops apiaster

Родина: Сиворакшові
- Сиворакша євразійська, Coracias garrulus
- Сиворакша бенгальська, Coracias benghalensis

## Bucerotiformes
Родина: Одудові
- Одуд, Upupa epops

## Дятлоподібні
Родина: Дятлові
- Крутиголовка, Jynx torquilla
- Дятел малий, Dryobates minor

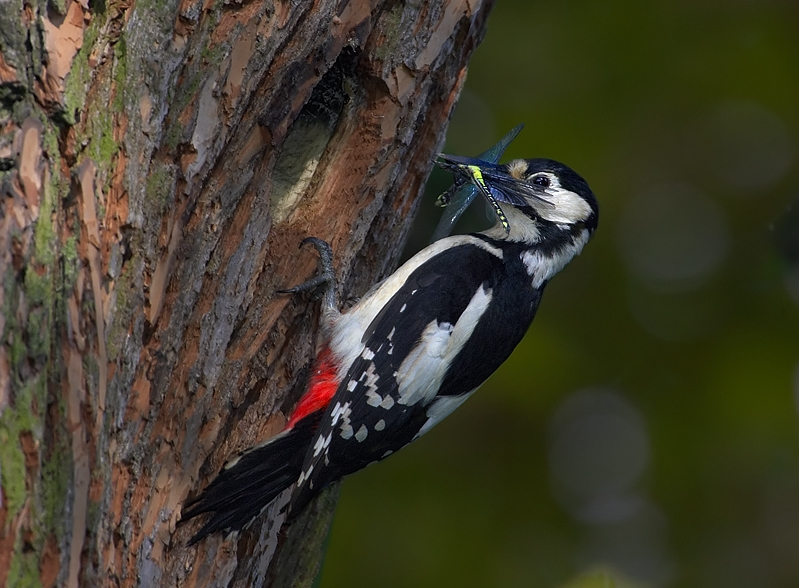
Дятел звичайний

- Дятел середній, Dendrocoptes medius
- Дятел звичайний, Dendrocopos major
- Дятел сирійський, Dendrocopos syriacus
- Дятел білокрилий, Dendrocopos leucopterus
- Дятел тамарисковий(інші мови), Dendrocopos assimilis
- Жовна чорна, Dryocopus martius
- Жовна афганська(інші мови), Picus squamatus
- Жовна зелена, Picus viridis

## Горобцеподібні
Родина: Жайворонкові

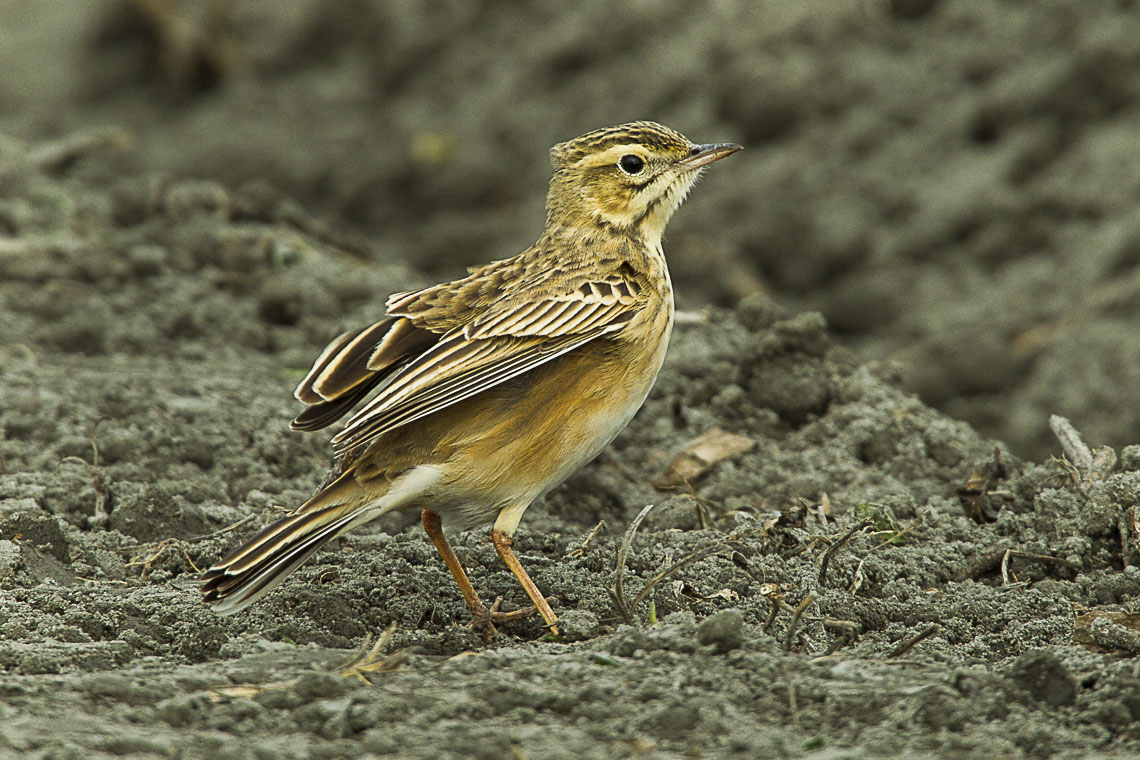
Жайворонок індійський

- Жервінчик білолобий, Eremopterix nigriceps
- Жайворонок вохристий, Ammomanes cinctura
- Жайворонок пустельний, Ammomanes deserti
- Пікір великий, Alaemon alaudipes
- Жайворонок степовий, Melanocorypha calandra
- Жайворонок двоплямистий, Melanocorypha bimaculata
- Жайворонок чорний, Melanocorypha yeltoniensis
- Жайворонок малий, Calandrella brachydactyla
- Жайворонок тонкодзьобий, Calandrella acutirostris
- Жайворонок сірий, Alaudala rufescens
- Жайворонок крихітний, Alaudala raytal
- Посмітюха звичайна, Galerida cristata
- Жайворонок лісовий, Lullula arborea
- Жайворонок польовий, Alauda arvensis
- Жайворонок індійський, Alauda gulgula
- Жайворонок білокрилий, Alauda leucoptera
- Жайворонок рогатий, Eremophila alpestris
- Жайворонок солончаковий, Alaudala cheleensis

Родина: Ластівкові

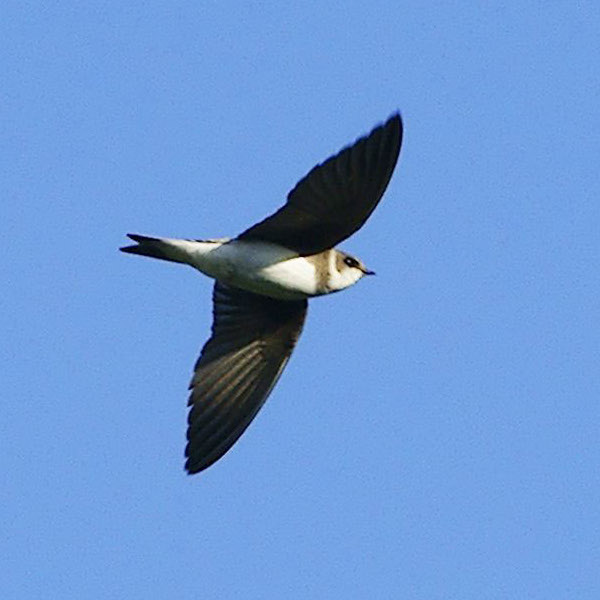
Ластівка берегова, Riparia riparia

- Ластівка берегова, Riparia riparia
- Ластівка бліда, Riparia diluta
- Ластівка афро-азійська, Ptyonoprogne fuligula
- Ластівка скельна, Ptyonoprogne rupestris
- Ластівка сільська, Hirundo rustica
- Ластівка даурська, Cecropis daurica
- Ластівка міська, Delichon urbicum
- Ластівка сіровола, Riparia chinensis
- Ластівка ниткохвоста, Hirundo smithii

Родина: Плискові
- Плиска біла, Motacilla alba

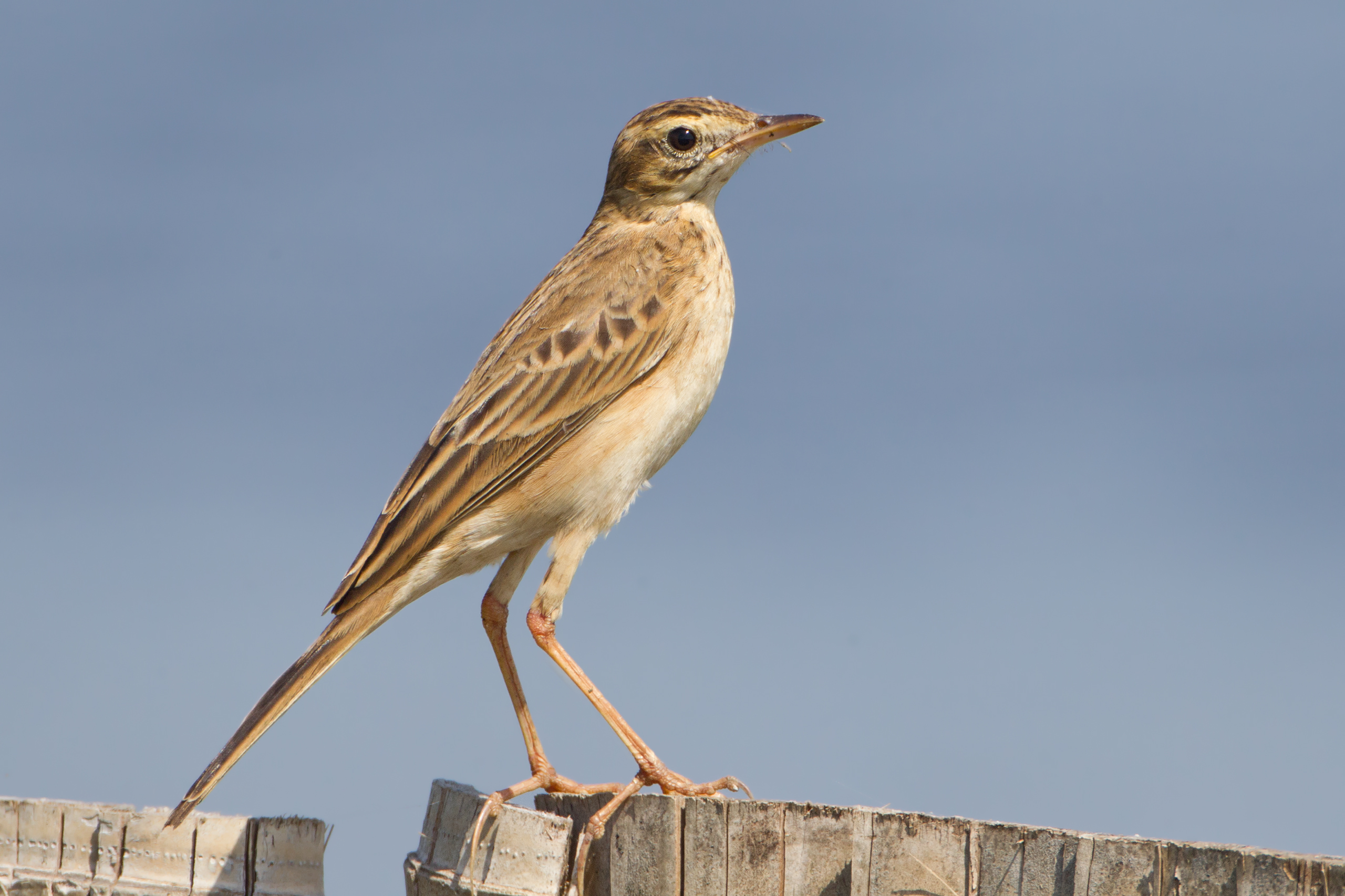
Щеврик азійський

- Плиска жовтоголова, Motacilla citreola
- Плиска жовта, Motacilla flava
- Плиска гірська, Motacilla cinerea
- Щеврик азійський, Anthus richardi
- Щеврик рудий, Anthus cinnamomeus (A)
- Щеврик польовий, Anthus campestris
- Щеврик довгодзьобий, Anthus similis
- Щеврик лісовий, Anthus trivialis
- Щеврик оливковий, Anthus hodgsoni
- Щеврик лучний, Anthus pratensis
- Щеврик червоногрудий, Anthus cervinus
- Щеврик гірський, Anthus spinoletta
- Плиска деревна, Dendronanthus indus
- Щеврик іржастий, Anthus rufulus
- Щеврик американський, Anthus rubescens

Родина: Бюльбюлеві
- Бюльбюль рудогузий, Pycnonotus leucotis
- Бюльбюль червоночубий, Pycnonotus cafer

Родина: Золомушкові
- Золомушка жовточуба, Regulus regulus

Родина: Омелюхові
- Омелюх звичайний, Bombycilla garrulus

Родина: Омельгушкові
- Омельгушка, Hypocolius ampelinus

Родина: Пронуркові
- Пронурок, Cinclus cinclus

Родина: Воловоочкові

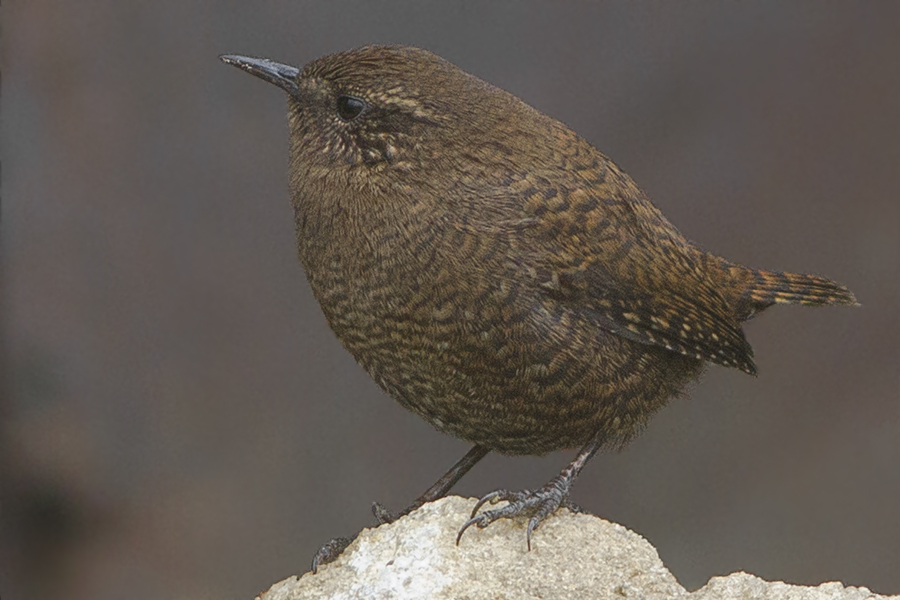
Волове очко, Troglodytes troglodytes

- Волове очко, Troglodytes troglodytes

Родина: Тинівкові
- Тинівка альпійська, Prunella collaris
- Тинівка передньоазійська, Prunella ocularis
- Тинівка чорногорла, Prunella atrogularis
- Тинівка лісова, Prunella modularis

Родина: Дроздові
- Дрізд гірський, Turdus torquatus
- Дрізд чорний, Turdus merula

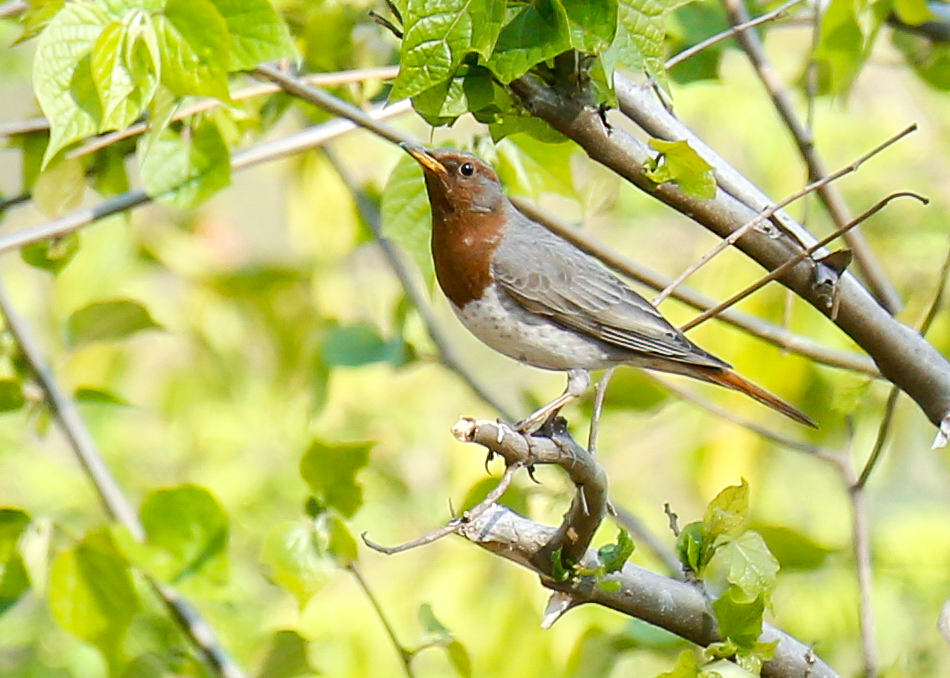
Дрізд рудоволий, Turdus ruficollis

- Дрізд рудоволий, Turdus ruficollis
- Чикотень, Turdus pilaris
- Дрізд білобровий, Turdus iliacus
- Дрізд співочий, Turdus philomelos
- Дрізд-омелюх, Turdus viscivorus
- Дрізд чорноволий, Turdus atrogularis

Родина: Тамікові
- Таміка віялохвоста, Cisticola juncidis
- Prinia lepida

Родина: Вертункові
- Вертунка, Scotocerca inquieta

Вертунка, Scotocerca inquieta

- Очеретянка середземноморська, Cettia cetti

Родина: Кобилочкові
- Кобилочка-цвіркун, Locustella naevia
- Кобилочка річкова, Locustella fluviatilis
- Кобилочка солов'їна, Locustella luscinioides

Родина: Очеретянкові

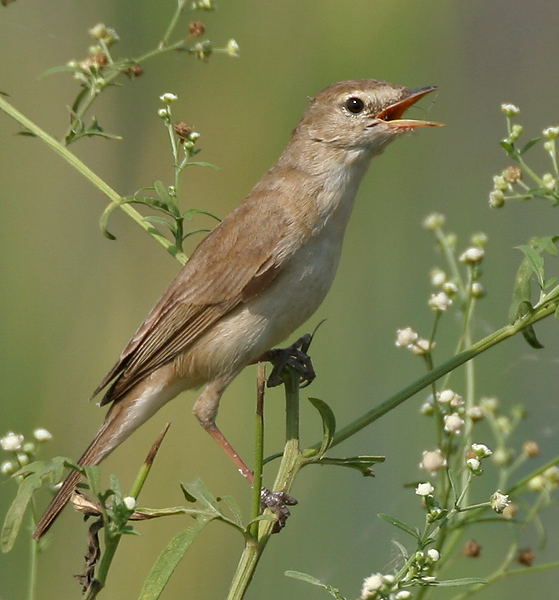
Берестянка південна, Iduna rama

- Очеретянка тонкодзьоба, Acrocephalus melanopogon
- Очеретянка лучна, Acrocephalus schoenobaenus
- Очеретянка індійська, Acrocephalus agricola
- Очеретянка ставкова, Acrocephalus scirpaceus
- Очеретянка садова, Acrocephalus dumetorum
- Очеретянка чагарникова, Acrocephalus palustris
- Очеретянка велика, Acrocephalus arundinaceus
- Очеретянка південна, Acrocephalus stentoreus
- Очеретянка ірацька, Acrocephalus griseldis
- Берестянка мала, Iduna caligata
- Берестянка південна, Iduna rama
- Берестянка бліда, Iduna pallida
- Берестянка пустельна, Hippolais languida
- Берестянка звичайна, Hippolais icterina

Родина: Вівчарикові

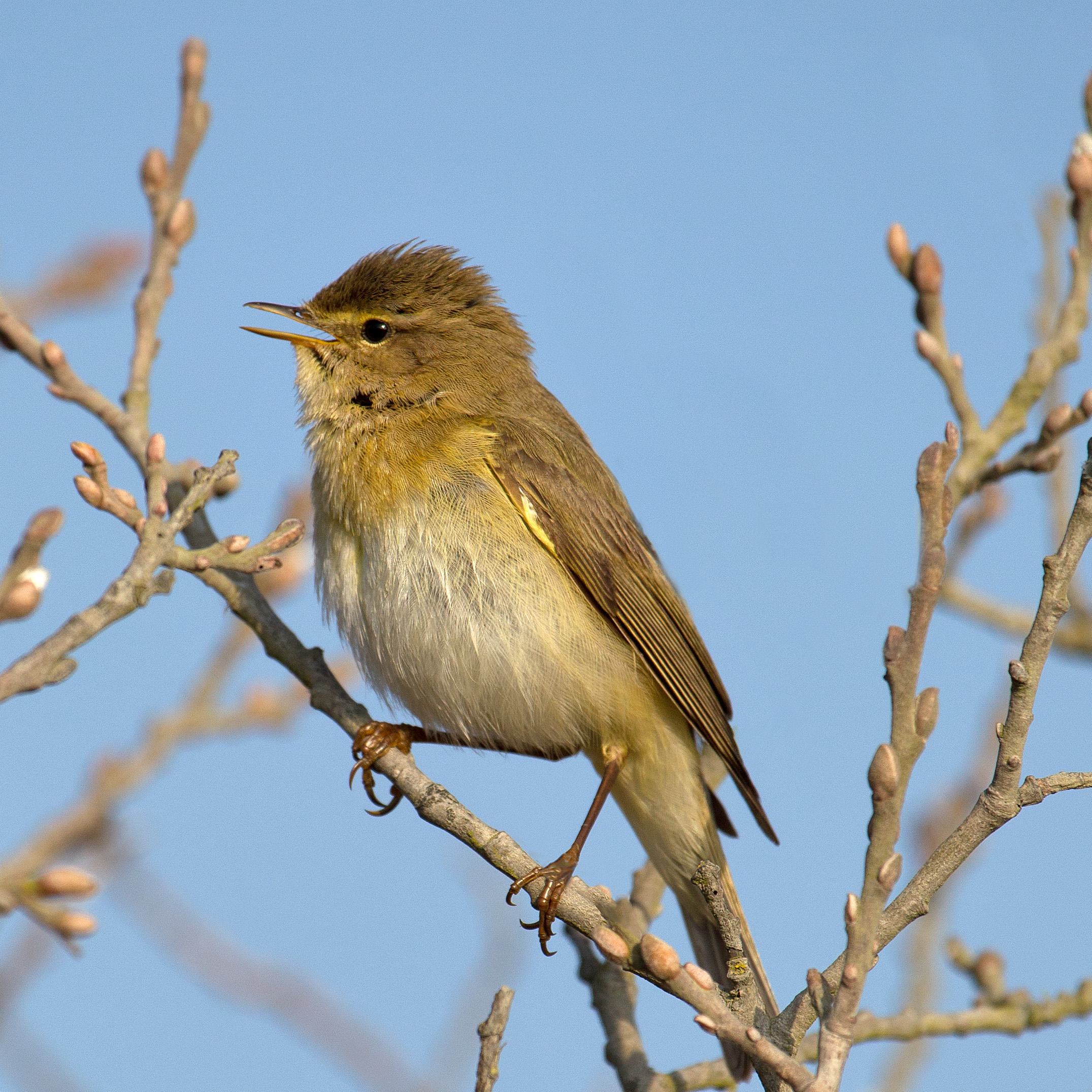
Вівчарик весняний, Phylloscopus trochilus

- Вівчарик весняний, Phylloscopus trochilus
- Вівчарик-ковалик, Phylloscopus collybita
- Вівчарик світлокрилий, Phylloscopus sindianus
- Вівчарик іранський, Phylloscopus neglectus
- Вівчарик золотогузий, Phylloscopus orientalis
- Вівчарик жовтобровий, Phylloscopus sibilatrix
- Вівчарик лісовий, Phylloscopus inornatus
- Вівчарик зелений, Phylloscopus trochiloides
- Вівчарик бурий, Phylloscopus fuscatus
- Вівчарик золотомушковий, Phylloscopus proregulus
- Вівчарик алтайський, Phylloscopus humei
- Вівчарик жовточеревий, Phylloscopus nitidus

Родина: Кропив'янкові

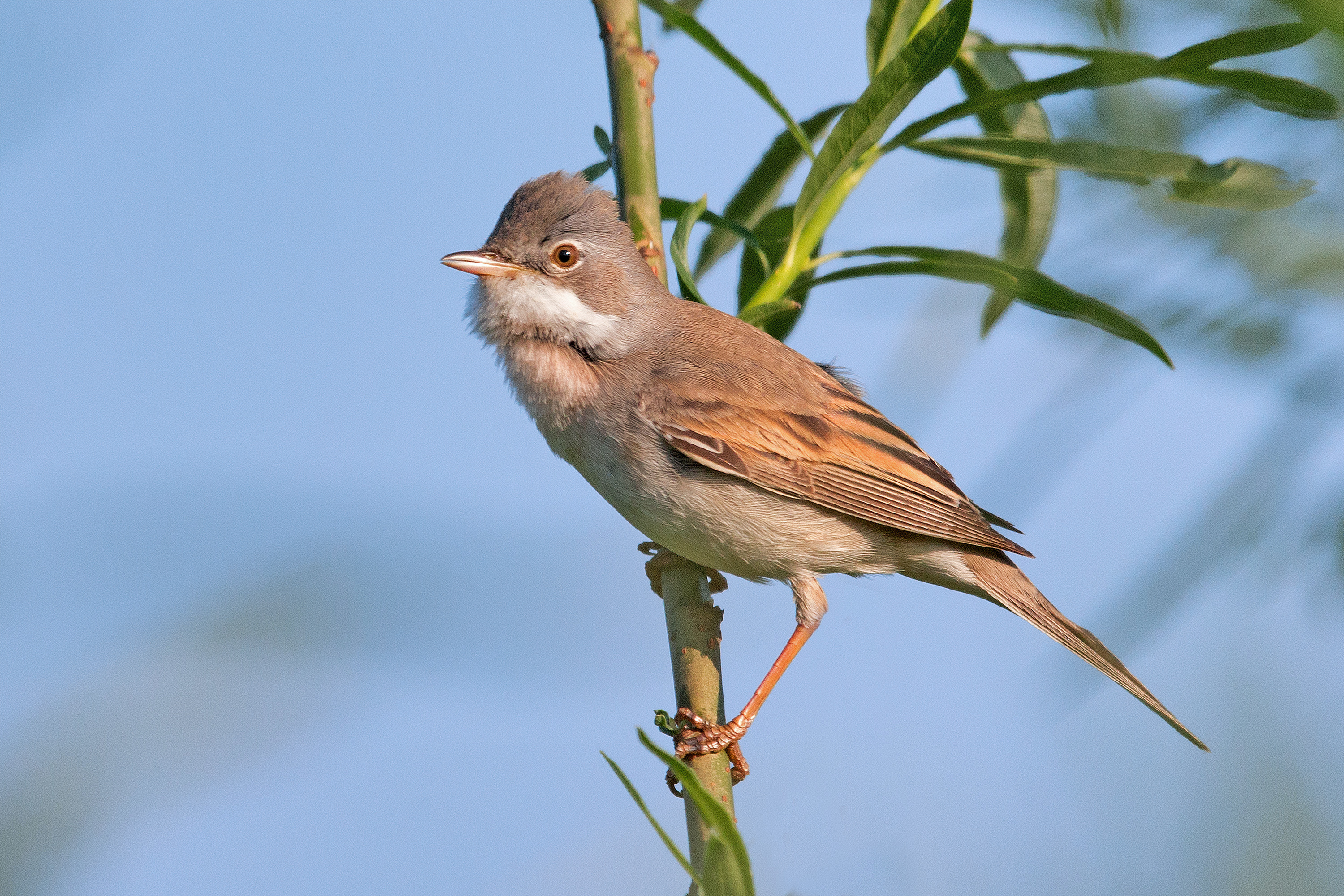
Кропив'янка сіра, Sylvia communis

- Кропив'янка чорноголова, Sylvia atricapilla
- Кропив'янка садова, Sylvia borin
- Кропив'янка сіра, Sylvia communis
- Кропив'янка прудка, Sylvia curruca
- Кропив'янка пустельна, Sylvia nana
- Кропив'янка рябогруда, Sylvia nisoria
- Кропив'янка товстодзьоба, Curruca crassirostris
- Кропив'янка Рюпеля Sylvia rueppeli
- Кропив'янка біловуса, Sylvia mystacea
- Кропив'янка співоча, Sylvia hortensis

Родина: Окулярникові
- Окулярник південний, Zosterops palpebrosus

Родина: Мухоловкові

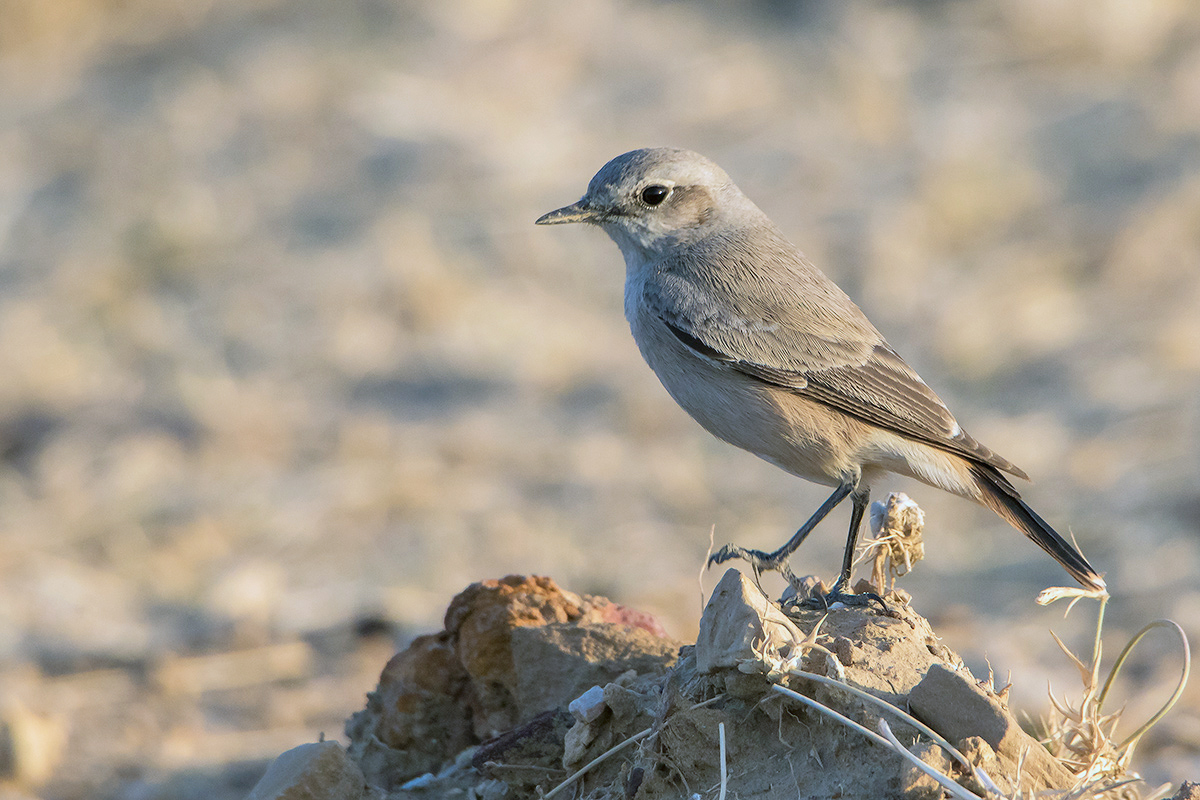
Горихвістка рудоспинна, Phoenicurus erythronotus

- Скеляр строкатий, Monticola saxatilis
- Скеляр синій, Monticola solitarius
- Мухоловка сіра, Muscicapa striata
- Мухоловка строката, Ficedula hypoleuca
- Мухоловка кавказька, Ficedula semitorquata
- Мухоловка мала, Ficedula parva
- Вільшанка, Erithacus rubecula
- Соловейко східний, Luscinia luscinia
- Соловейко західний, Luscinia megarhynchos
- Синьошийка, Luscinia svecica
- Соловейко білогорлий, Irania gutturalis
- Соловейко рудохвостий, Cercotrichas galactotes
- Горихвістка рудоспинна, Phoenicurus erythronotus
- Горихвістка чорна, Phoenicurus ochruros
- Горихвістка звичайна, Phoenicurus phoenicurus
- Трав'янка білошия, Saxicola maurus
- Трав'янка лучна, Saxicola rubetra
- Трав'янка європейська, Saxicola rubicola
- Трав'янка чорна, Saxicola caprata
- Кам'янка білоголова(інші мови), Oenanthe leucopyga
- Кам'янка білогруда, Oenanthe monacha
- Кам'янка чорноголова, Oenanthe albonigra
- Кам'янка звичайна, Oenanthe oenanthe
- Кам'янка чорноспинна(інші мови), Oenanthe lugens
- Кам'янка чорношия(інші мови), Oenanthe finschii
- Кам'янка чорна(інші мови), Oenanthe picata
- Кам'янка лиса, Oenanthe pleschanka
- Кам'янка іспанська, Oenanthe hispanica
- Кам'янка золотогуза(інші мови), Oenanthe xanthoprymna
- Кам'янка перська(інші мови), Oenanthe chrysopygia
- Кам'янка пустельна, Oenanthe deserti
- Кам'янка попеляста, Oenanthe isabellina
- Мухоловка бірюзова, Eumyias thalassinus
- Аренга велика, Myophonus caeruleus
- Мухоловка ультрамаринова, Ficedula superciliaris

Родина: Монархові
- Монаршик гіацинтовий, Hypothymis azurea

Родина: Leiothrichidae

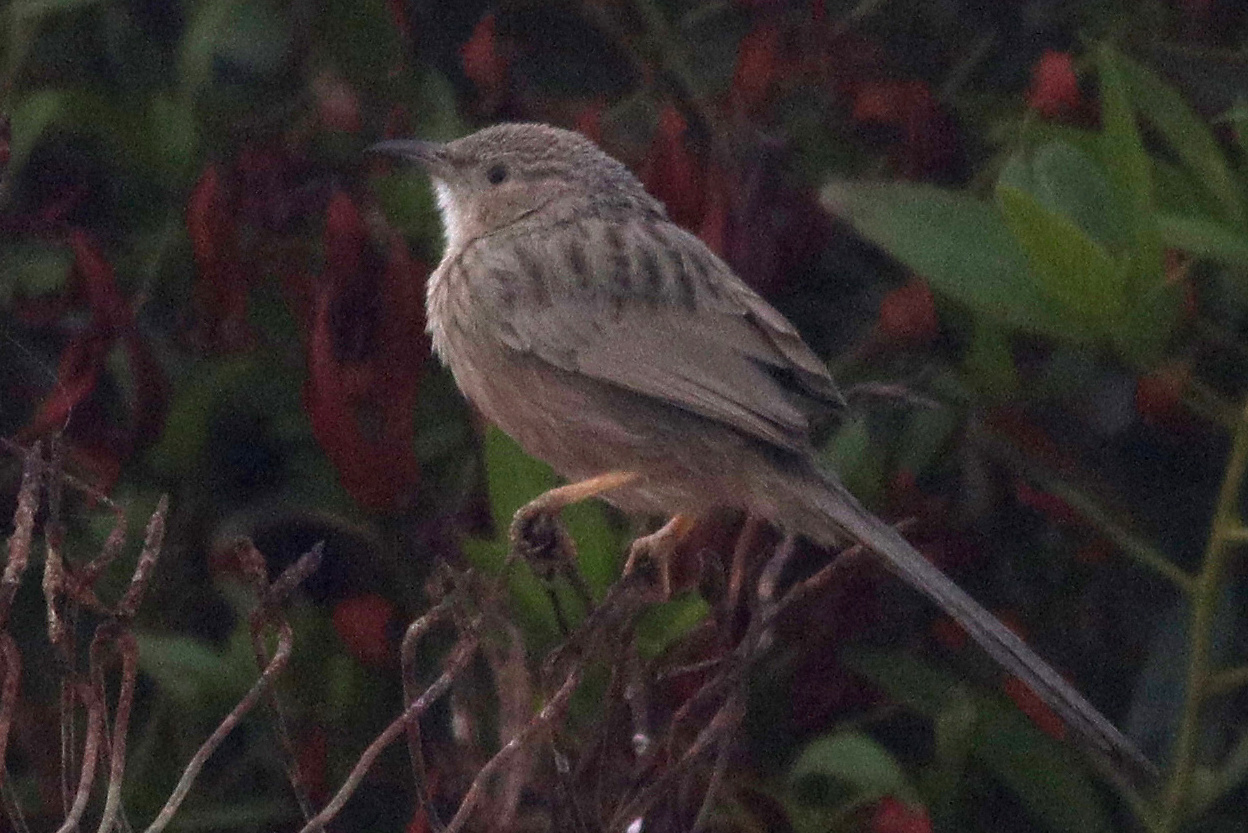
Баблер афганський, Turdoides huttoni

- Кратеропа ірацька, Argya altirostris
- Кратеропа афганська, Argya huttoni

Родина: Суторові
- Синиця вусата, Panurus biarmicus

Родина: Довгохвостосиницеві
- Синиця довгохвоста, Aegithalos caudatus

Родина: Синицеві

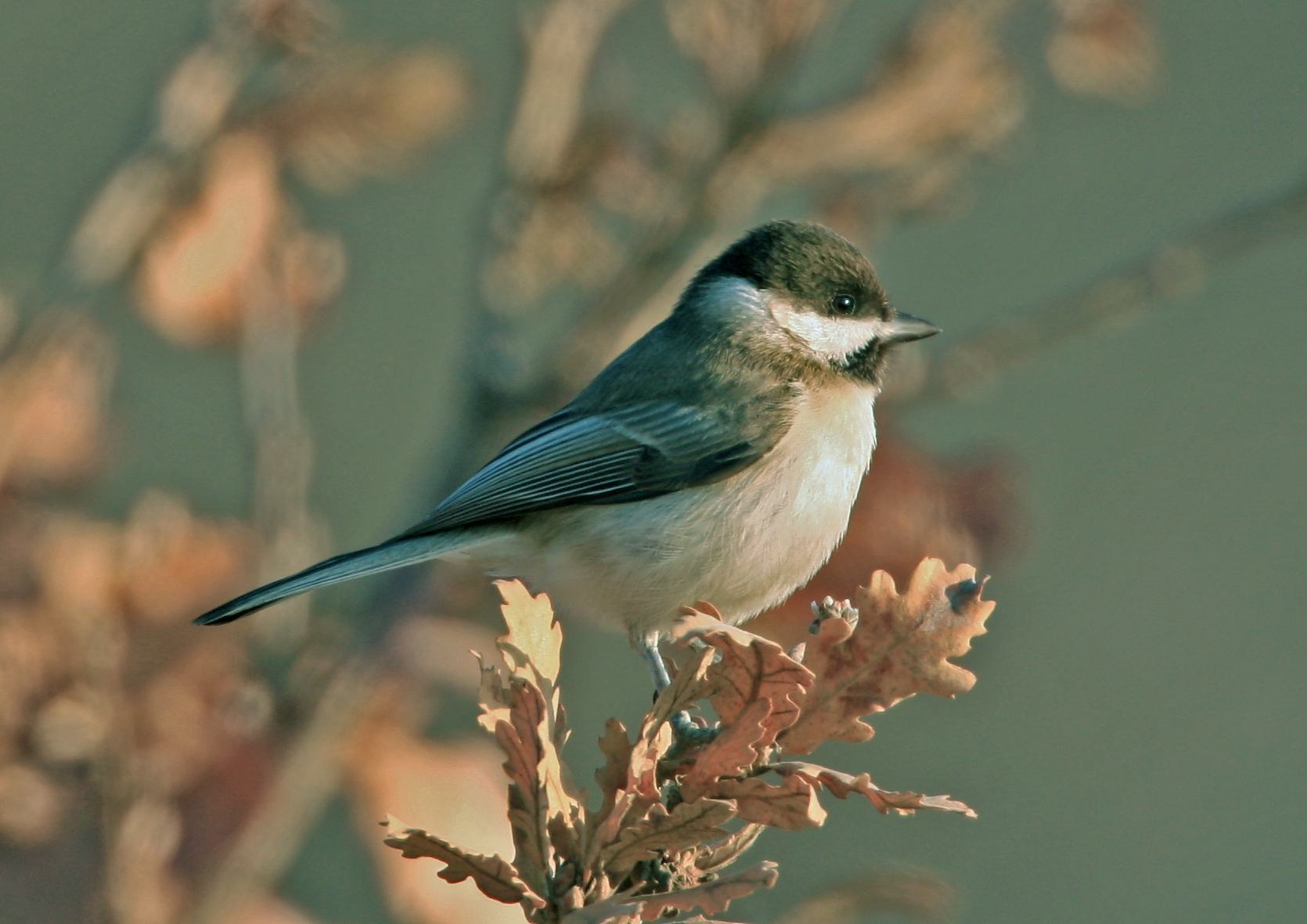
Гаїчка середземноморська, Poecile lugubris

- Гаїчка середземноморська, Poecile lugubris
- Гаїчка іранська, Poecile hyrcanus (E)
- Синиця чорна, Periparus ater
- Синиця велика, Parus major
- Синиця блакитна, Cyanistes caeruleus

Родина: Повзикові
- Повзик звичайний, Sitta europaea
- Повзик скельний, Sitta neumayer
- Повзик великий, Sitta tephronota

Родина: Стінолазові
- Стінолаз, Tichodroma muraria

Родина: Підкоришникові
- Підкоришник звичайний, Certhia familiis

Родина: Ремезові

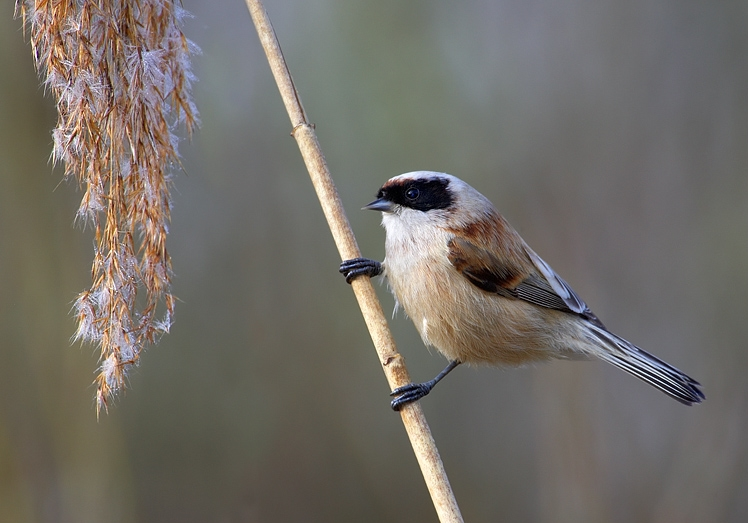
Ремез євразійський, Remiz pendulinus

- Ремез євразійський, Remiz pendulinus
- Ремез чорноголовий, Remiz macronyx
- Ремез азійський, Remiz coronatus

Родина: Нектаркові
- Маріка пурпурова, Cinnyris asiaticus

Родина: Вивільгові
- Вивільга звичайна, Oriolus oriolus

Родина: Сорокопудові

Сорокопуд довгохвостий, Lanius schach

- Сорокопуд терновий, Lanius collurio
- Сорокопуд рудохвостий, Lanius isabellinus
- Сорокопуд червонохвостий(інші мови), Lanius phoenicuroides
- Сорокопуд індійський, Lanius vittatus
- Сорокопуд довгохвостий, Lanius schach
- Сорокопуд сірий, Lanius excubitor
- Сорокопуд чорнолобий, Lanius minor
- Сорокопуд білолобий, Lanius nubicus
- Сорокопуд червоноголовий, Lanius senator

Родина: Дронгові
- Дронго чорний, Dicrurus macrocercus
- Дронго сірий, Dicrurus leucophaeus

Родина: Воронові

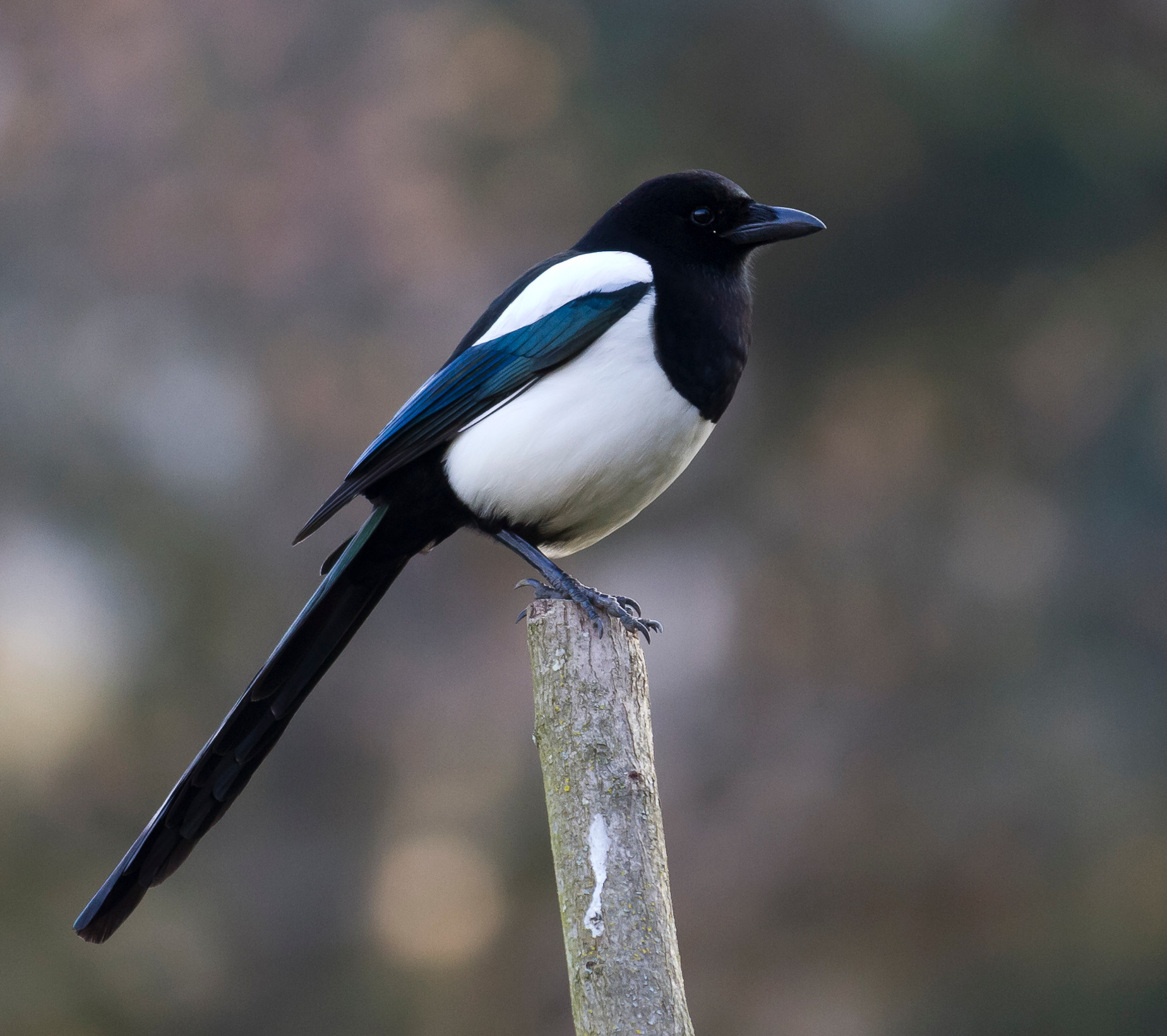
Сорока звичайна, Pica pica

- Сойка євразійська, Garrulus glandarius
- Сорока звичайна, Pica pica
- Джиджітка перська, Podoces pleskei (E)
- Горіхівка, Nucifraga caryocatactes
- Галка червонодзьоба, Pyrrhocorax pyrrhocorax
- Галка альпійська, Pyrrhocorax graculus
- Галка євразійська, Corvus monedula
- Ворона індійська, Corvus splendens
- Грак, Corvus frugilegus
- Ворона великодзьоба, Corvus macrorhynchos
- Крук пустельний, Corvus ruficollis
- Крук звичайний, Corvus corax
- Ворона сіра, Corvus cornix
- Ворона чорна, Corvus corone

Родина: Шпакові

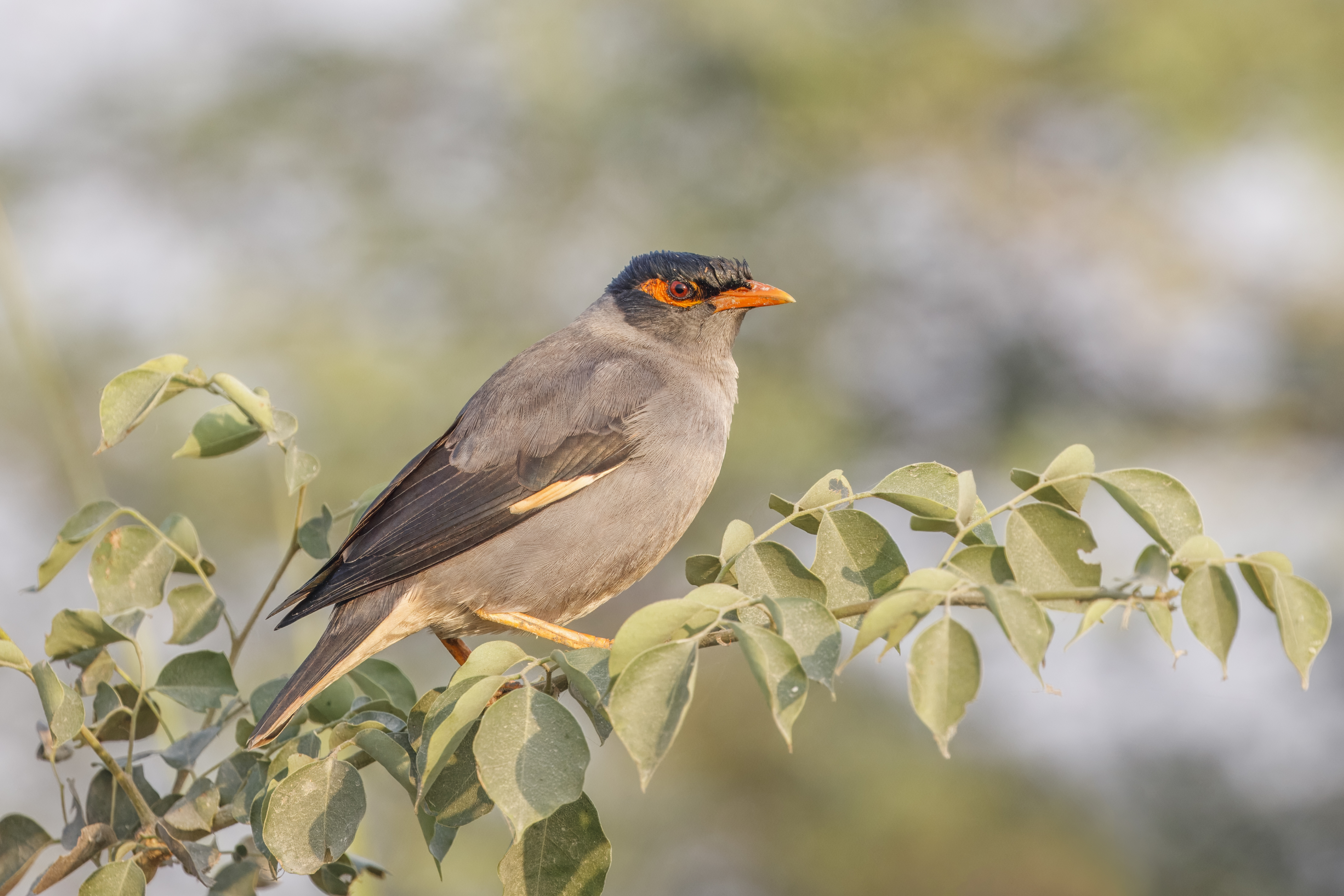
Майна берегова, Acridotheres ginginianus

- Майна індійська, Acridotheres tristis
- Шпак рожевий, Pastor roseus
- Шпак звичайний, Sturnus vulgaris
- Майна берегова, Acridotheres ginginianus
- Шпачок брамінський, Sturnia pagodarum

Родина: Астрильдові
- Бенгалик червоний, Amandava amandava
- Сріблодзьоб індійський, Euodice malabarica

Родина: Вівсянкові

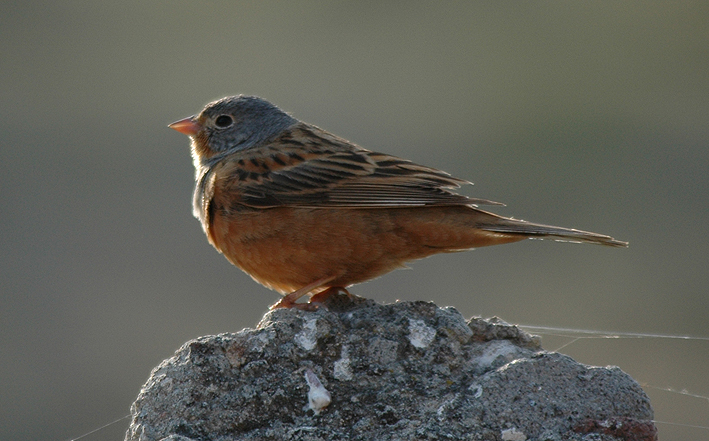
Вівсянка сивоголова, Emberiza caesia

- Вівсянка звичайна, Emberiza citrinella
- Вівсянка білоголова, Emberiza leucocephalos
- Вівсянка гірська, Emberiza cia
- Вівсянка скельна, Emberiza buchanani
- Вівсянка сіра, Emberiza cineracea
- Вівсянка садова, Emberiza hortulana
- Вівсянка сріблистоголова, Emberiza stewarti (A)
- Вівсянка сивоголова, Emberiza caesia
- Вівсянка строкатоголова, Emberiza striolata
- Вівсянка-крихітка, Emberiza pusilla
- Вівсянка-ремез, Emberiza rustica
- Вівсянка лучна, Emberiza aureola
- Вівсянка чорноголова, Emberiza melanocephala
- Вівсянка рудоголова, Emberiza bruniceps
- Вівсянка очеретяна, Emberiza schoeniclus
- Просянка, Emberiza calandra

Родина: В'юркові
- Зяблик, Fringilla coelebs
- В'юрок, Fringilla montifringilla

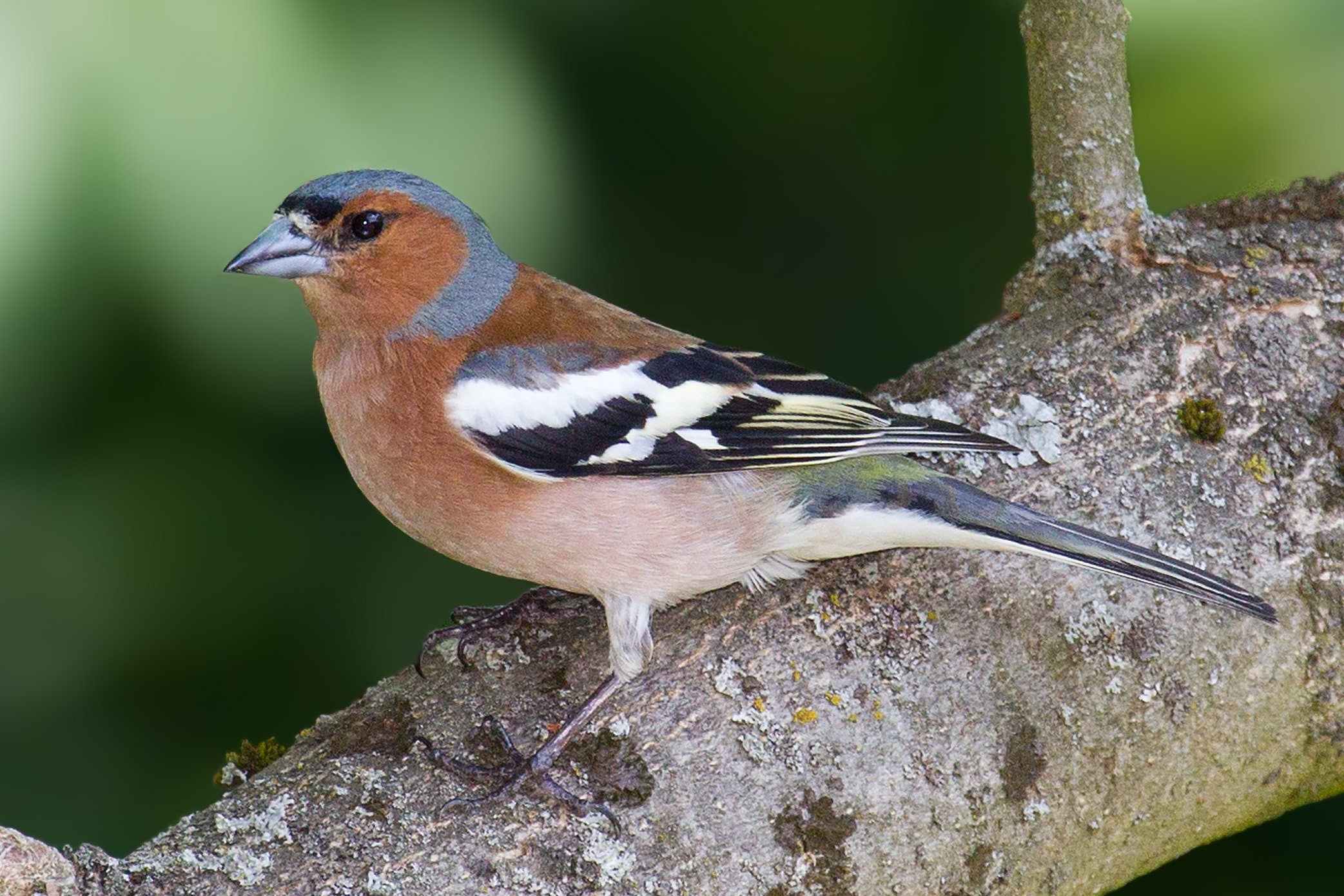
Зяблик, Fringilla coelebs

- Чечевиця звичайна, Carpodacus erythrinus
- Шишкар ялиновий, Loxia curvirostra
- Зеленяк, Chloris chloris
- Чиж, Spinus spinus
- Щиглик, Carduelis carduelis
- Чечітка гірська, Carduelis flavirostris
- Коноплянка, Carduelis cannabina
- Щедрик королівський, Serinus pusillus
- Щедрик, Serinus serinus
- Снігур, Pyrrhula pyrrhula
- Костогриз, Coccothraustes coccothraustes
- Коструба арчева, Mycerobas carnipes
- Чечевичник малиновокрилий, Rhodopechys sanguineus
- Снігар монгольський, Rhodopechys mongolica
- Снігар туркменський(інші мови), Bucanetes githagineus
- Снігар блідий(інші мови), Rhodospiza obsoleta

Родина: Горобцеві

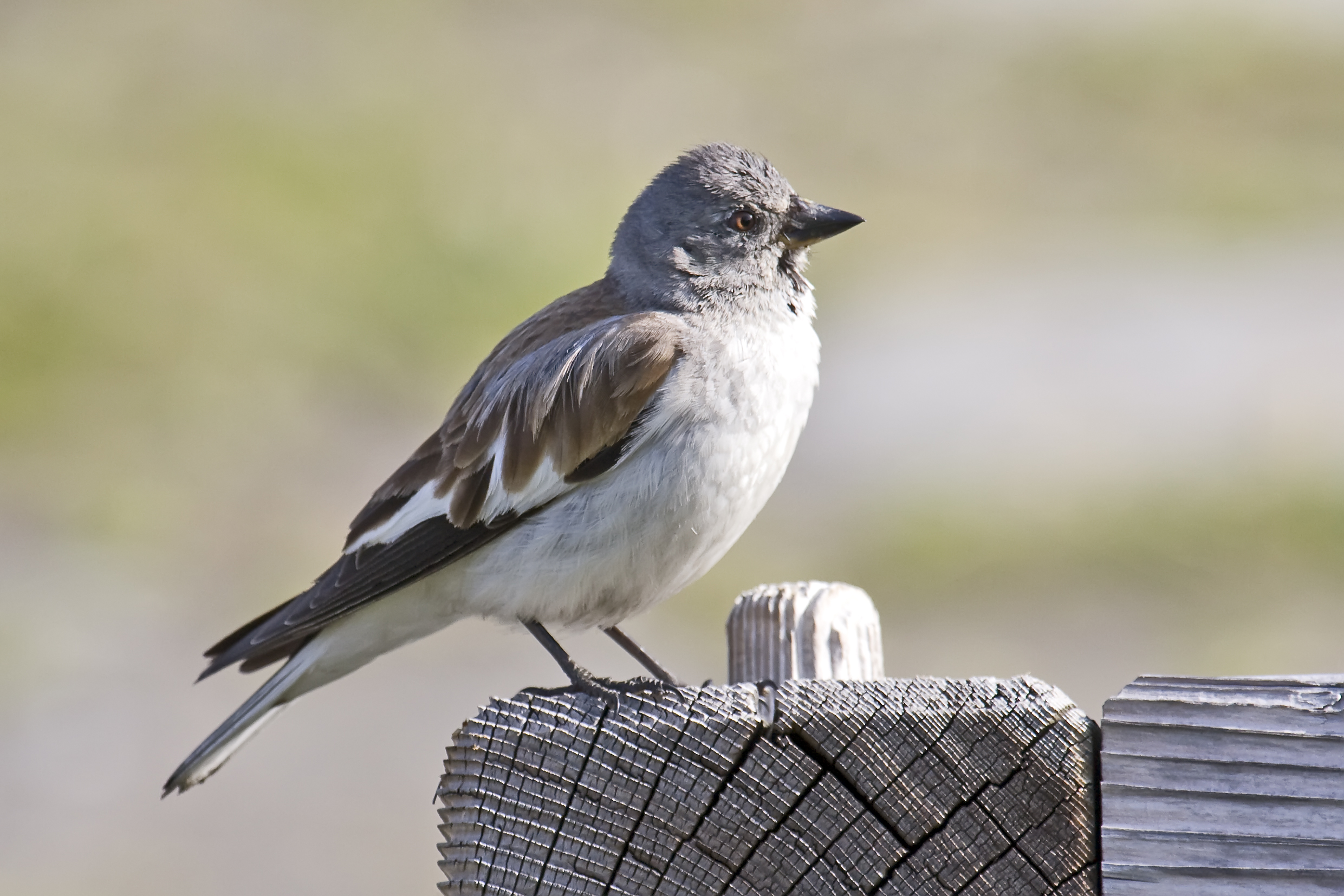
Горобець сніговий, Montifringilla nivalis

- Горобець саксауловий, Passer ammodendri
- Горобець хатній, Passer domesticus
- Горобець чорногрудий, Passer hispaniolensis
- Горобець пакистанський, Passer pyrrhonotus
- Горобець месопотамський, Passer moabiticus
- Горобець каракумський, Passer zarudnyi (А)
- Горобець польовий, Passer montanus
- Горобець лимонногорлий, Gantnornis xanthocollis
- Горобець скельний, Petronia petronia
- Горобець короткопалий, Carpospiza brachydactyla
- В'юрок сніговий, Montifringilla nivalis